# Catedral de Santa María (Urgel)
La catedral de Santa María de Urgel (en catalán catedral de Santa Maria d'Urgell o catedral d'Urgell) es un templo católico situado en la localidad de Seo de Urgel (provincia de Lérida), sede del Obispado de Urgel. Es la única catedral íntegramente románica en Cataluña, considerada un ejemplar único dentro del arte románico en Cataluña por sus características italianizantes, altamente visibles en la ornamentación de la fachada y la galería abierta de la cabecera del templo.

És un exemple de monument construït per estrangers que no ha tingut cap influència en l'arquitectura de la regió: l'absis italià construït per Ramon Llambard, amb la seva galeria exterior de circulació, ha romàs com a exemple únic a Catalunya d'una disposició molt freqüent a Itàlia i Alemanya.
Es un ejemplo de monumento construido por extranjeros que no ha tenido ninguna influencia en la arquitectura de la región: el ábside italiano construido por Ramon Llambard, con su galería exterior de circulación, ha seguido como ejemplo único en Cataluña de una disposición muy frecuente en Italia y Alemania.
Josep Puig i Cadafalch.

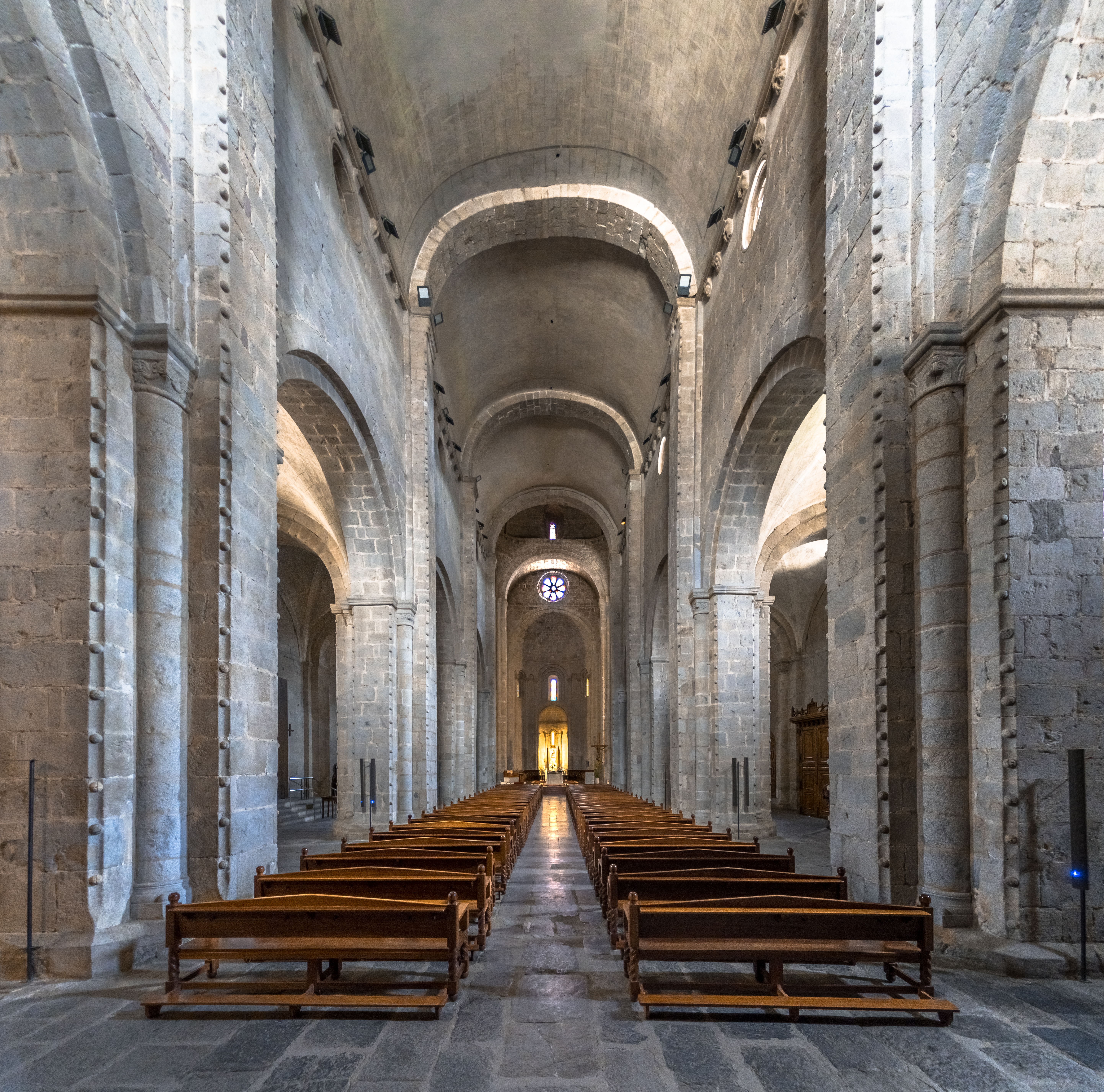
Interior del templo, nave principal

El templo actual data del siglo XII y está presidido por la Virgen de Urgel (Magna Parens o Magna Domina Urgellitana), patrona de la ciudad. Esta talla policromada del siglo XIII, situada dentro del absidiolo del altar mayor, es de estilo románico y fue restaurada en 1922 por Pere Mongolet. Se la conoce también como Nuestra Señora de Andorra, pues según la tradición había estado escondida en Andorra durante la invasión sarracena.
La ciudad de la Seo de Urgel, toma precisamente este nombre por el hecho de ser la sede episcopal del obispado de Urgel y acoger la catedral en ella. Esta es la cuarta catedral construida en la diócesis y la tercera erigida en el mismo emplazamiento, alrededor nació un nuevo barrio llamado en latín vicus Sedes Urgelli, es decir, «barrio de la Seo de Urgel».

## Historia

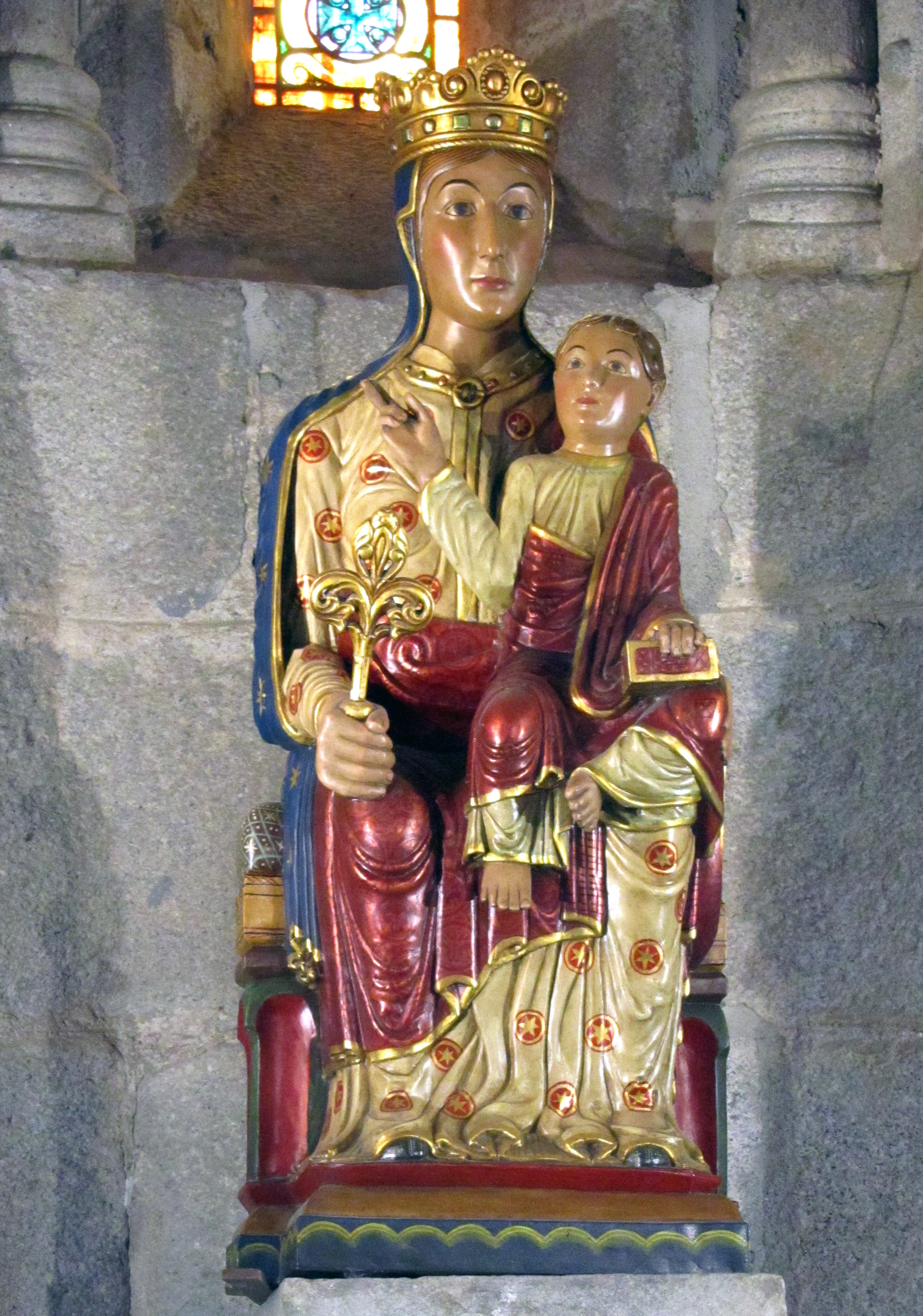
Talla románica de la Virgen de Urgel, situada en el interior del ábside central

La primitiva iglesia episcopal, entonces situada sobre la cima de una colina, fue destruida por un ataque sarraceno, se cree que en 793. Este hecho, seguido por la herejía adopcionista del obispo Félix de Urgel, provocaron una crisis en la población y el traslado de la sede episcopal a otra zona de la ciudad.

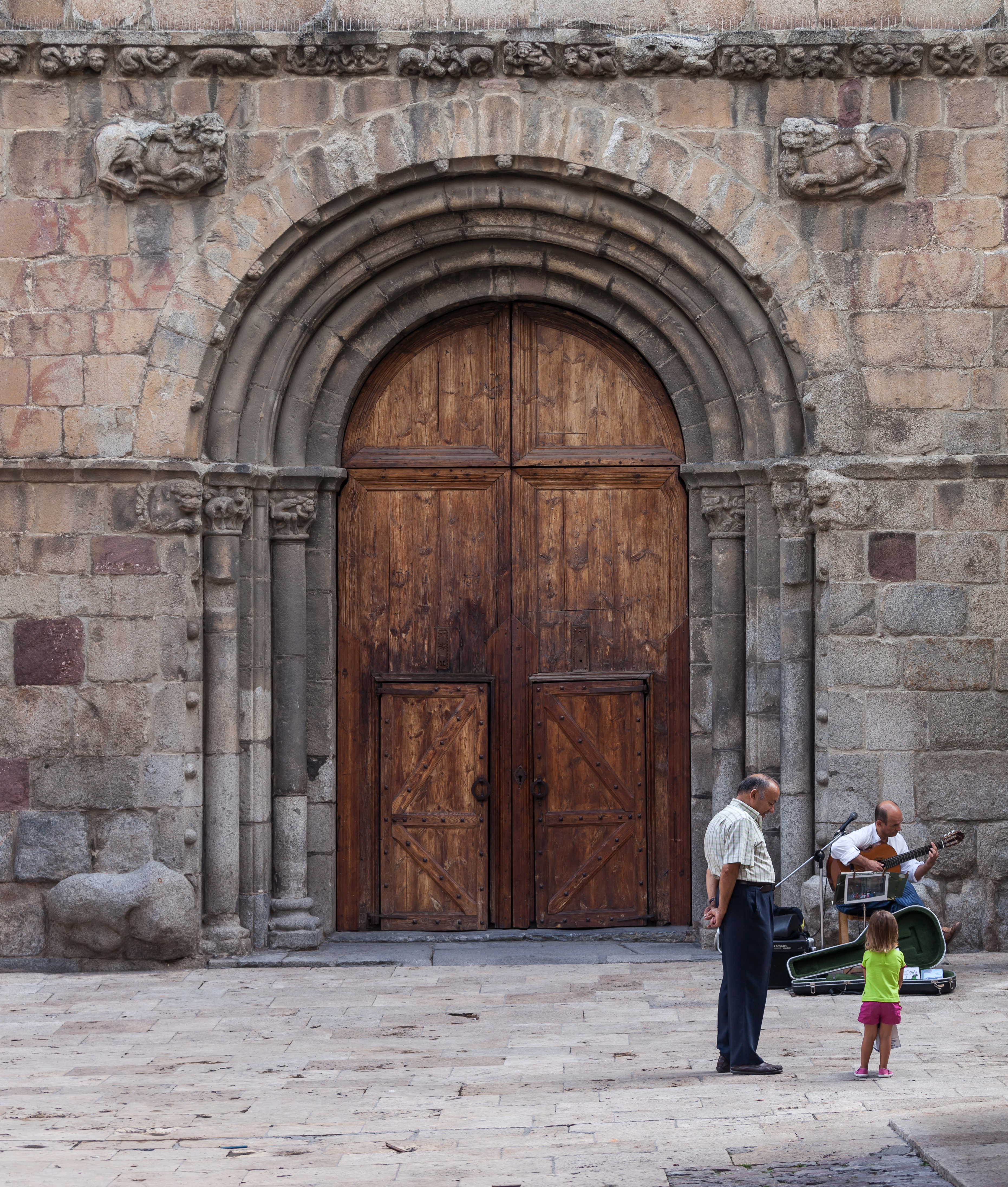

Ya en la parte plana, en el vicus Urgelli, se edificó una nueva iglesia, aunque no fue hasta la siguiente generación cuando se construyó una obra más adecuada para acoger con dignidad la sede. Tal como consta en un documento que aún se conserva en el archivo espicopal, en tiempos de Carlomagno se ordenó la construcción de un nuevo templo que fue consagrado en 893 por el obispo Sisebut, en dicho documento conmemorativo salen nombradas las iglesias y parroquias que pertenecían a esta diócesis: 129 del Alto Urgel y del Solsonés; 85 de la Cerdaña; 31 del Bergadá; 42 del Pallars y 2 de la Ribagorza. El acto de consagración contó con la presencia del conde Sunifredo I padre de Wifredo el Velloso. El obispado de Urgel tuvo una época de prosperidad gracias a las donaciones de bienes que otorgó Borrell II, conde de Barcelona y conde de Urgel (927-992). Este poder conseguido se manifestó en las construcciones del obispo Ermengol (1010-1035) que fue el encargado de reformar por completo la catedral en estilo románico junto con la edificación de otras iglesias como la de Sant Pedro y San Andrés, la de San Miguel. Estas obras fueron financiadas con el oro conseguido en la conquista a los musulmanes del Urgel.
Las obras del edificio actual se iniciaron bajo el obispado de Odón de Urgel (1116-1122). La obra quedó interrumpida debido a los continuos enfrentamientos entre el clero y los condes de Foix. En 1175 se encargó a un maestro de obras, Ramon Llambard, que continuara con las obras. Llambard se comprometió mediante contrato a completar la bóveda en un plazo máximo de siete años. El compromiso incluía la finalización del cimborrio y rematar la altura de los campanarios, añadiendo una hilera de piedras que los elevaran por encima de la bóveda. Llambard colaboró también en la construcción de la Basílica de San Miguel de Pavía.
En 1195, la ciudad de la Seo sufrió un asedio por parte de Arnaldo de Castellbó y Ramón Rogelio de Foix. La catedral se convirtió en la defensa de la ciudad debido a sus características que la convierten casi en fortaleza. Seo de Urgel fue liberada después de que el clero abonara un rescate de 30.000 sueldos lo que provocó una crisis en las arcas clericales. Por ello, las obras del templo quedaron paralizadas a finales del siglo XII y jamás fueron retomadas por lo que el templo quedó inacabado. Sólo se continuaron las obras del claustro.
El templo ha tenido varias restauraciones en el siglo XX. La primera la inició Josep Puig i Cadafalch en 1918. Entre 1955 y 1974 la iglesia fue restaurada de nuevo. Durante estas obras, las partes del templo que estaban inacabadas se revistieron con piedra. Además, se eliminaron algunas de las parte añadidas para conseguir recuperar el aspecto externo del templo original. Se recuperó así mismo parte de la fachada y se reformó el interior que había quedado un tanto desfigurado por la cubierta de yeso que se le aplicó en el siglo XVIII.

### Catedrales

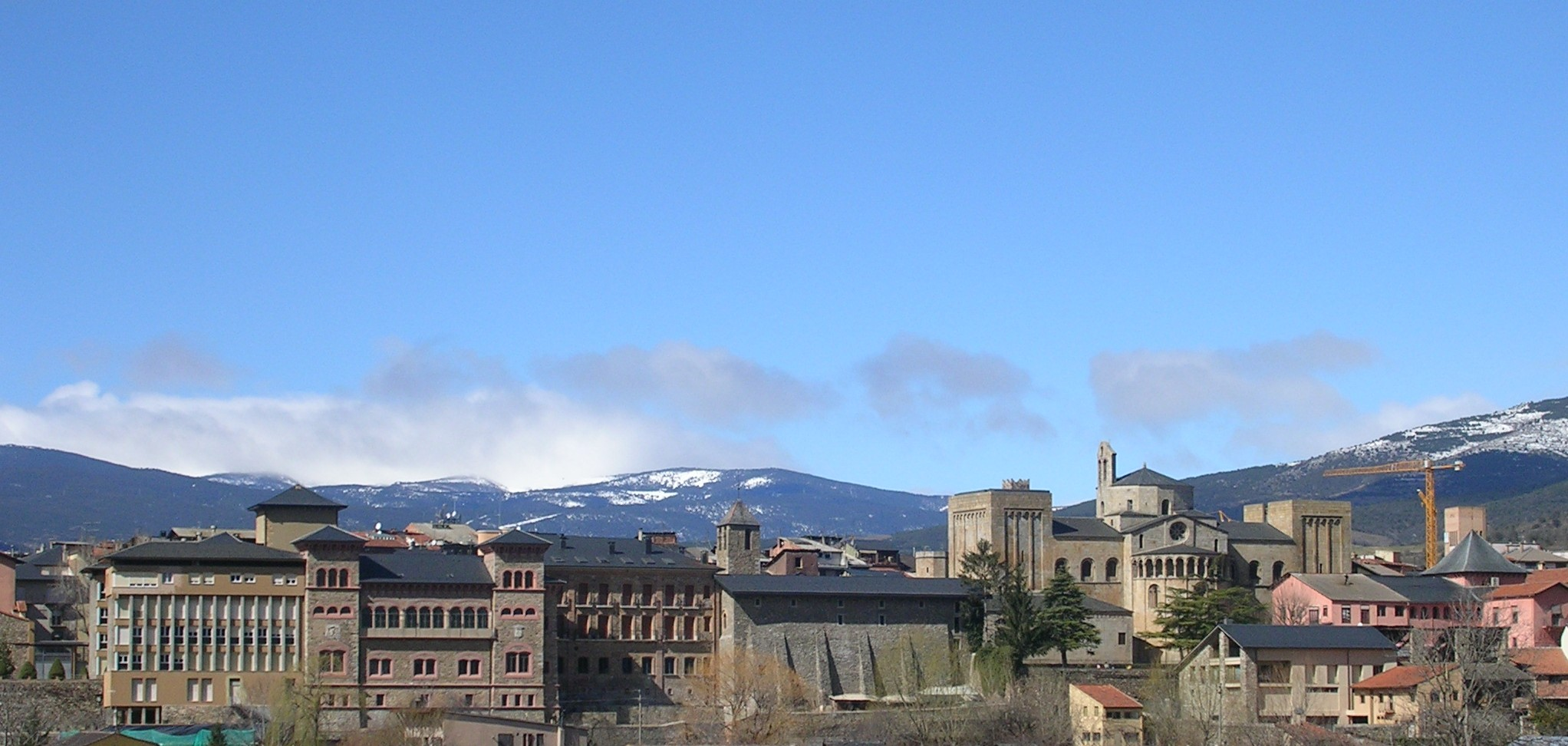
Vista parcial del núcleo episcopal, a la izquierda el Palacio Episcopal de la Seo de Urgel y a la derecha la catedral

La ciudad ha tenido hasta cuatro construcciones de diferentes edificios de catedral:
- catedral de San Justo, siglo V ( en Castellciutat);
- catedral del siglo IX, consagrada el año 839;[7]
- catedral de San Ermengol, siglo XI;[8]
- catedral de San Odón (actual), siglo XII.[8]

### Catedral delsigloIX
A diferencia de la catedral de San Justo, la segunda catedral consagrada el año 839 fue construida en la parte plana de la población, al qui diccitur Vicus de Urgel. Es decir en el emplazamiento de la actual catedral, substituyendo así a la antigua catedral visigótica de la colina «construida por los fieles y destruida por los infieles».
Este edificio conocido como Santa Maria del Vicus, era de carácter modesto dada la gran pobreza existente en esos tiempos. Seguramente su cubierta era de madera y tenía una cabecera con tres ábsides, según consta en el testamento del conde Borrell del año 994, la catedral además de un altar dedicado a Santa María tenía otro bajo la advocación de san Juan Bautista.

### Catedral de San Ermengol

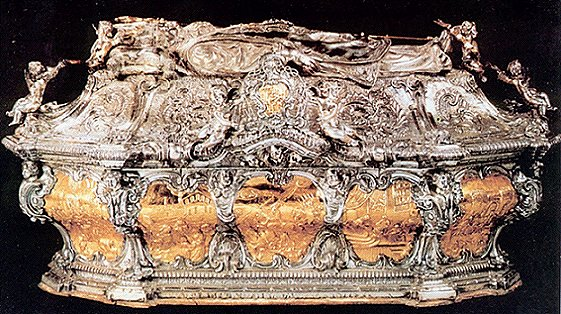
Urna de plata con los restos de san Ermengol del, en la actualidad en el Museo Diocesano de Urgel

El 22 de octubre de 1040 se consagró un catedral, obra de san Ermengol, obispo de Urgel entre los años 1010 y 1035. De esta catedral no se sabe si las obras tuvieron como objeto ampliar la anterior del siglo IX o reformarla, fue acabada y consagrada por el sucesor de Ermengol, el obispo Eribau.
La construcción, reforma o ampliación de esta catedral se cree debida a que la anterior se quedó pequeña para la cantidad de feligreses, ya que la población aumentó durante el siglo X. Durante este tiempo la catedral recibió diversas donaciones testamentarias. En el año 1083 está documentada la construcción de una galilea. Además del altar dedicado a Santa María, tuvo otros cinco más: de san Esteban, del Santo Sepulcro, de san Justo, de Santiago y de san Ermengol, este último dedicado al obispo que poco después de su fallecimiento en 1035 ya era venerado como santo.

### Catedral de San Odón

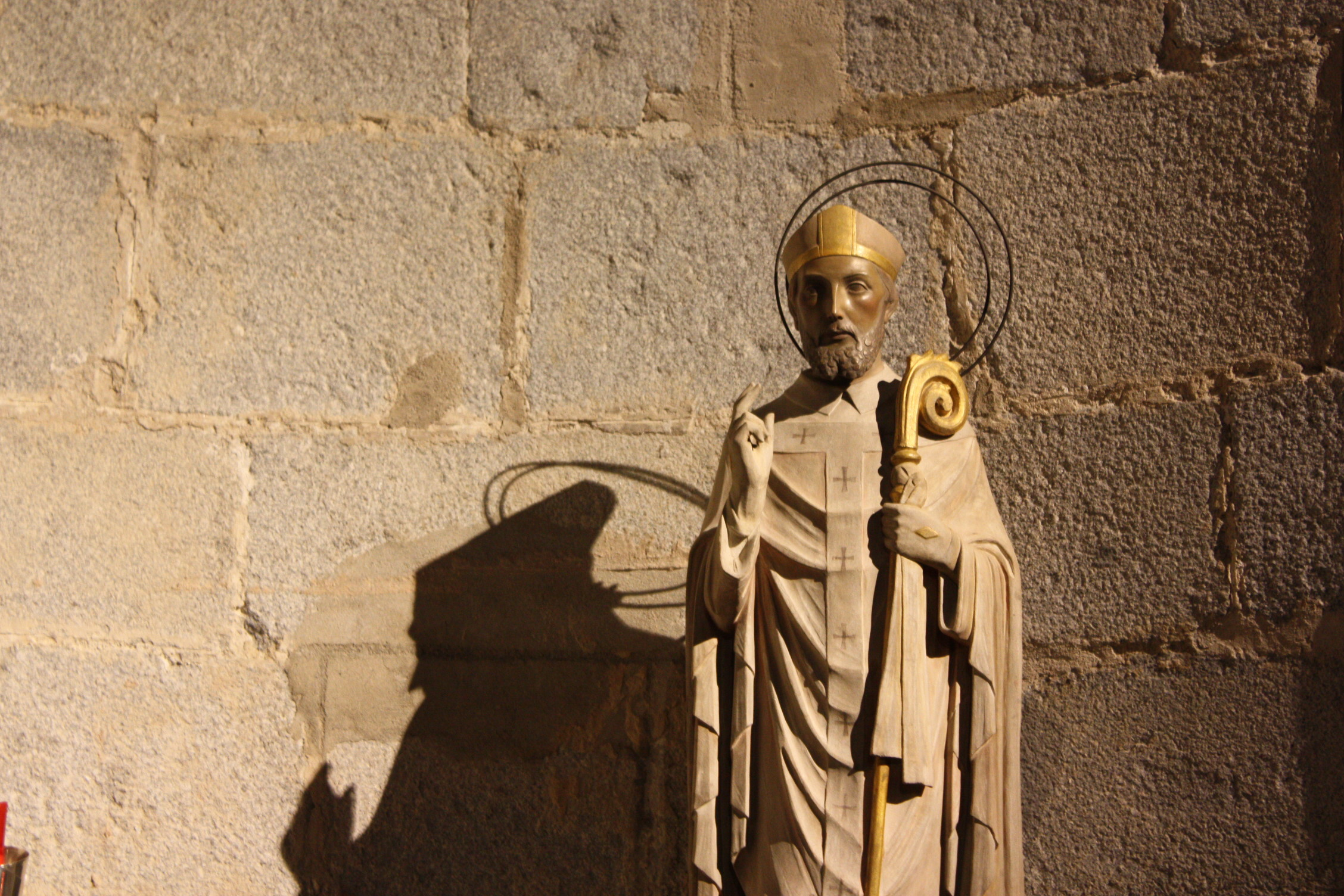
Escultura de San Odón en un absidiolo.

La actual catedral de Santa María de Urgel fue iniciada por el obispo Odón, entre los años 1116 y 1122, fruto de la prosperidad de la época. Con la muerte del obispo Odón en 1122 las obras avanzaron lentamente y no fue hasta el mandato del obispo Arnau de Preixens (1167-1195) que la construcción recibió un impulso decisivo. En el año 1175 se hizo un contrato con Ramon Llambard (Raimundus Lambardus), por la que este maestro se comprometía en un término de siete años a cerrar las bóvedas, levantar los campanarios por encima de ellas y acabar el cimborrio.

En nom de Jesucrist, etern Salvador, jo Arnau, per la gràcia de Déu, bisbe d'Urgell... encomano a tu Raimund Llambard, les obres de Santa Maria, amb totes les seves propietats, és a dir, cases, terres, vinyes, rendes (...). I a més a més et concedim la pensió d'un cànon per a tota la teva vida amb la condició que tu construeixis per a nosaltres les voltes de tota l'església, fidelment i sense cap engany, aixeques les torretes de les escales o campanars, una filada per damunt de les voltes i realitzis la llanterna correcta i apropiadament amb tot el que li correspon.
En nombre de Jesucristo, eterno Salvador, yo Arnau, por la gracia de Dios, obispo de Urgel... encargo a ti Raimund Llambard, las obras de Santa María, con todas sus propiedades, es decir, casas, tierras, viñas, rendas [...]. Además te concedemos la pensión de un cánon de por vida con la condición que tu construyas para nosotros las bóvedas de toda la iglesia, fielmente y sin engaño, levantes las torres de las escaleras o campanarios, una hilada por encima de las bóvedas y realizes la linterna correcta y apropiadamente todo lo que le corresponde.

Se cree que el tal Llambard podía ser de origen italiano y de aquí se podría desprender la influencia del arte románico de estilo lombardo. Dicho maestro completó básicamente el encargo recibido el año 1182, cuando se había alzado el campanario de la fachada principal. A partir de aquí pocas noticias se tienen del seguimiento de las obras, a finales del siglo XII se interrumpieron a causa de la disminución de recursos económicos provocados por las guerras y el saqueo de la Seo a manos de las tropas de Arnau I de Castellbó y Raimundo Roger de Foix (1195-96).
Hacia el año 1416 ocupó el cargo de maestro de obras el escultor Antoni Canet, hecho no muy extraño ya que en la época gótica el cargo de arquitecto lo asumía muy fácilmente quien también era considerado escultor, de hecho un poco más tarde, tuvo esta responsabilidad en la catedral de Gerona cuando participó en una reunión de arquitectos donde se decidió como continuar las obras de esta catedral y donde se le califica el 23 de enero de 1416 con estas palabras: lapiscida et magister sive sculptor imaginum civitatis Barchinonae magisterque fabricae Sedis Urgellensis. Su paso por la catedral de Urgel debió de ser corto y no debieron de ser muy importantes las obras realizadas.
A la catedral se le añadió ornamentaciones especialmente en el periodo barroco que más tarde se le suprimieron, retornándola a la apariencia original durante la reforma iniciada por el obispo Joan Benlloch el año 1918. Se recuperó la fachada septentrional y Josep Puig i Cadafalch suprimió la decoración neoclásica del interior, hecha con 50 toneladas de yeso durante el siglo XVIII. Sobre este recubrimiento de yeso Puig i Cadafalch dijo:

En l'any 1766, de trista recordança, sentint-se influits de la pruija de renovació d'aquells migrats temps, decidiren (els canonges) fer enguixar i enlluir tots els paraments de l'interior, encarregant-se d'executar tan dissortat projecte mestre Antón Ginot, qui demostrà tenia major traça en destruir l'obra antiga, trencant columnes i capitells i esbocinant cornises, que no en compondre l'arrebossat que en mala hora li encarregaren.
En el año 1766, de triste recuerdo, sintiéndose influidos de la locura de renovación de aquellos tiempos, decidieron (los canónigos) hacer enyesar y lucir todos los paámentos interiores, encargándose de ejecutar tan triste proyecto el maestro Antón Ginot, que demostró tener mayor traza en destruir la obra antigua, rompiendo columnas y capiteles i desconchando cornisas, que no en componer el rebozado que en mala hora le encargaron.
Puig i Cadafalch, Joan. Santa Maria de la Seu d'Urgell. Barcelona. 1918 pp.87-91

## Arquitectura conjunto catedralicio
El núcleo episcopal de Urgel está formado por la catedral de Santa María, el claustro que connecta con la iglesia de San Miguel —llamada también de San Pedro—, el Museo Diocesano de Urgel en la antigua iglesia de la Piedad y la antigua Casa del Decanato, detrás de este conjunto de edificaciones se encuentra el Palacio Episcopal. El año 1931 el conjunto catedralicio fue declarado monumento histórico-artístico.

## Exterior

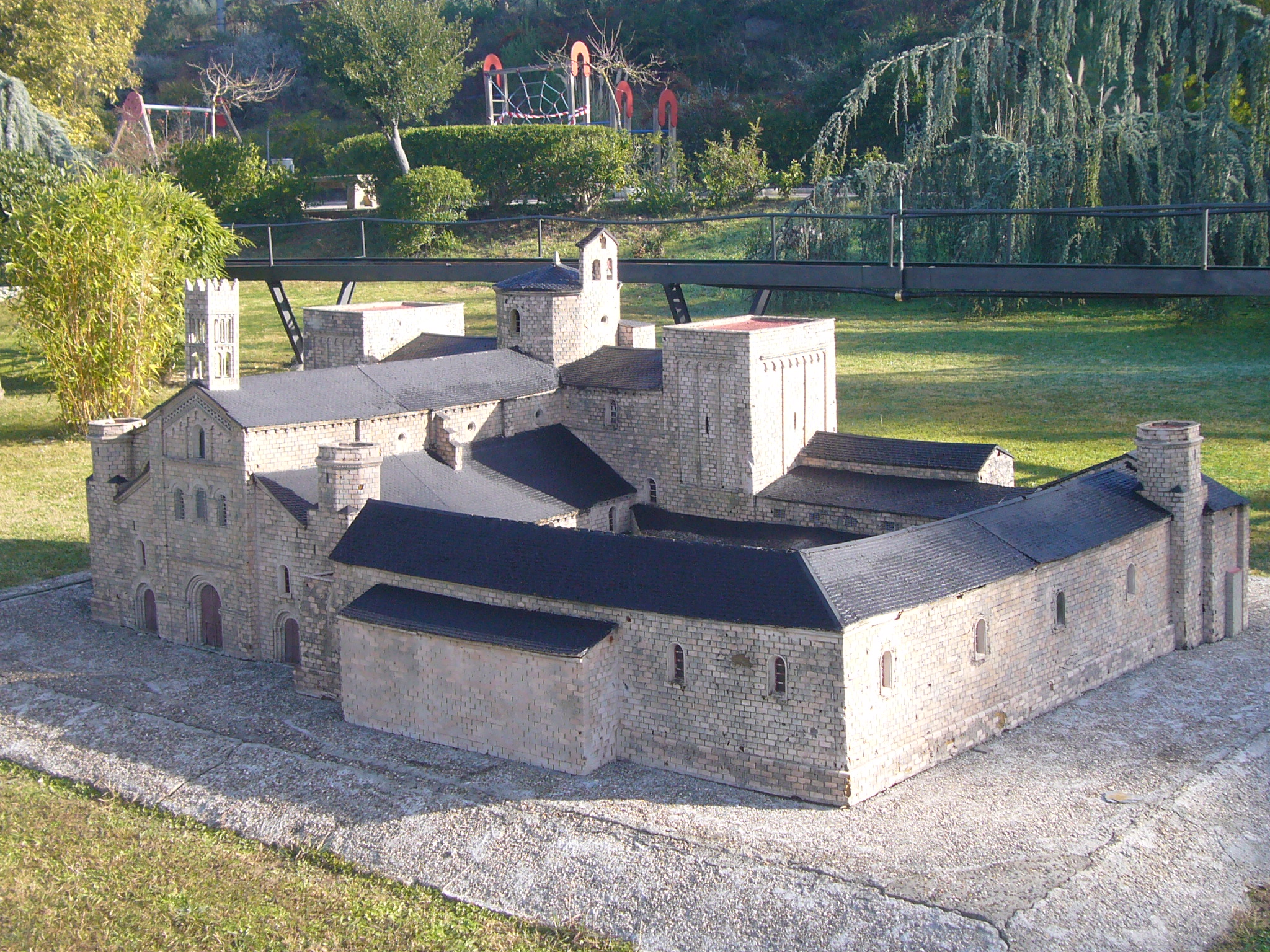
Maqueta de la catedral, en Cataluña en Miniatura

La catedral de santa María es un edificio peculiar dentro del románico catalán ya que cuenta con algunos elementos italianizantes, poco frecuentes en otros monumentos de la época. Estos elementos son visibles en la decoración de la fachada que se encuentra coronada por un campanario de dos pisos con ventanas geminadas. Otra de las características diferenciales es la galería situada en la parte superior del transepto y el exterior del ábside.
La iglesia tiene cinco puertas de acceso: tres están situadas en la fachada principal, mientras que las fachadas norte y sur disponen de una puerta cada una. Las portaladas laterales son las que presentan una decoración más elaborada, datada en el siglo XIII. Tanto los muros como las torres situadas a ambos lados de la fachada y las dos que se encuentran a ambos lados del crucero son extremadamente gruesos, por lo que se cree que los arquitectos originales pensaron que el templo podría servir tanto para el culto religioso como de lugar de refugio en caso de que la ciudad se viera atacada.

### Fachada principal

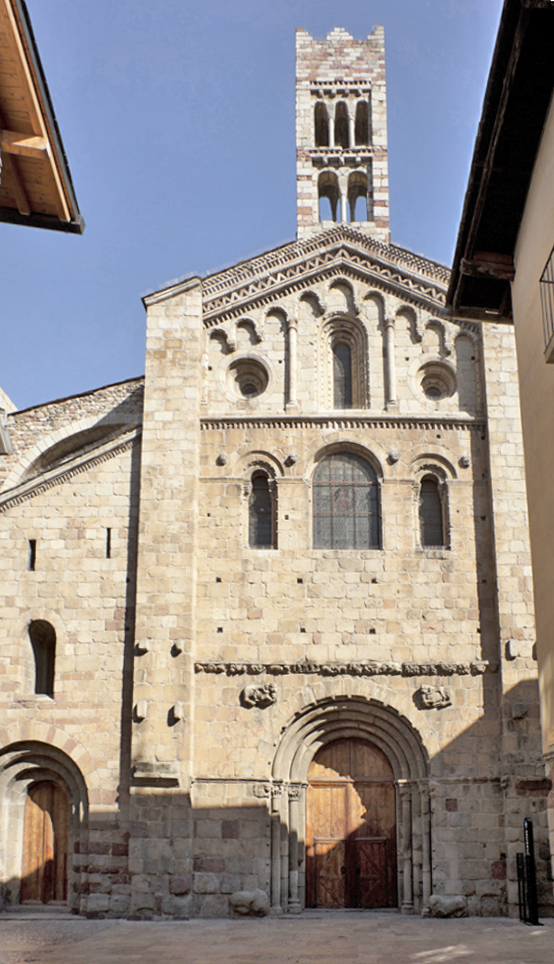
Fachada principal y campanario

La fachada principal está situada hacia el oeste, ya que como era costumbre el templo se orientaba de levante a poniente. Es de piedra bicolor (gris-rojizo), con una sumptuosa ornamentación que contrasta con el resto de otras fachadas en general más simples de otros templos románicos de la zona con escasa decoración. Los sillares son de granito probablemente extraídos del río Valira.
Se encuentra esta fachada flanqueada por dos torres adosadas de planta rectangular y octogonal en la parte superior. El cuerpo central de la fachada consta de tres puertas que dan paso a las tres naves del templo, las laterales con tres arcos sin ninguna clase de decoración y la central, está muy elaborada y el modelo es muy parecido a los otros tres portales del templo. Tiene cinco arquivoltas que descansan sobre pilastras cuadradas y dos columnas por lado de fuste liso y redondo, con capiteles decorados con escenas de personajes y animales en lucha o cazando. En ambos lados del arco de la puerta se encuentran tres parejas de grandes leones, situados a tres niveles en su parte superior, dos altos relieves que representan a leones devorando a personas, otra pareja junto a las impostas y la última pareja en la parte inferior a ras de suelo. En los laterales de la entrada hay incrustados «huevos» románicos símbolo de la vida y resurrección y en el arco superior más exterior pequeños rostros humanos.

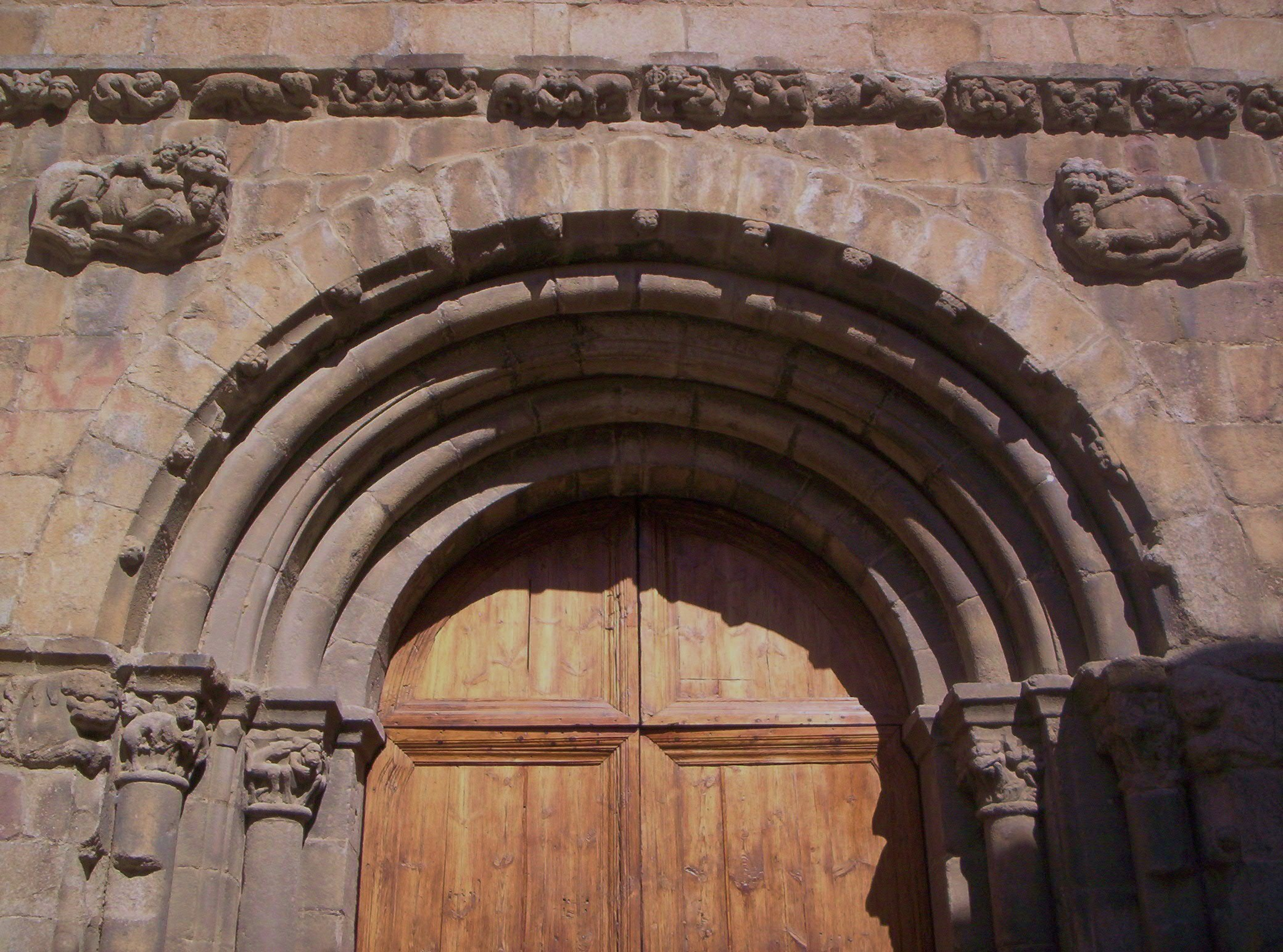
Detalle de la puerta central

Está rematada por un campanario, que se encontraba oculto en el interior de la antigua torre del reloj, hasta unas obras realizadas en el año 1950. El campanario es una torre de dos pisos coronados con almenas, en el superior con ventanas de tres arcos de medio punto y finas columnas en cada uno de sus cuatro lados, que en el piso inferior se convierten de dos arcos.
El tejado es a dos aguas y tiene una cornisa realizada con tres frisos, dos decorados con dientes de engranaje y el de su interior con zig-zag, por debajo de esta cornisa se muestran tres tramos de arcos ciegos, cada tres de estos arcos separados por columnas adosadas al muro, que enmarcan una ventana central con arquivoltas y dos óculos laterales. El siguiente registro de la fachada, separado por un friso dentado, contiene tres vitrales de arco de medio punto, el central de doble medida que los laterales, que corresponden a una galería que recorre por el interior la fachada. El registro inferior está indicado por un friso con representaciones de animales fantásticos, personajes y luchas de fieras.

### Portal norte
Este portal se encuentra en la plaza dels Oms, en la que se encuentra el ayuntamiento de la ciudad, el antiguo convento de Santo Domingo y el arranque de la calle Mayor.

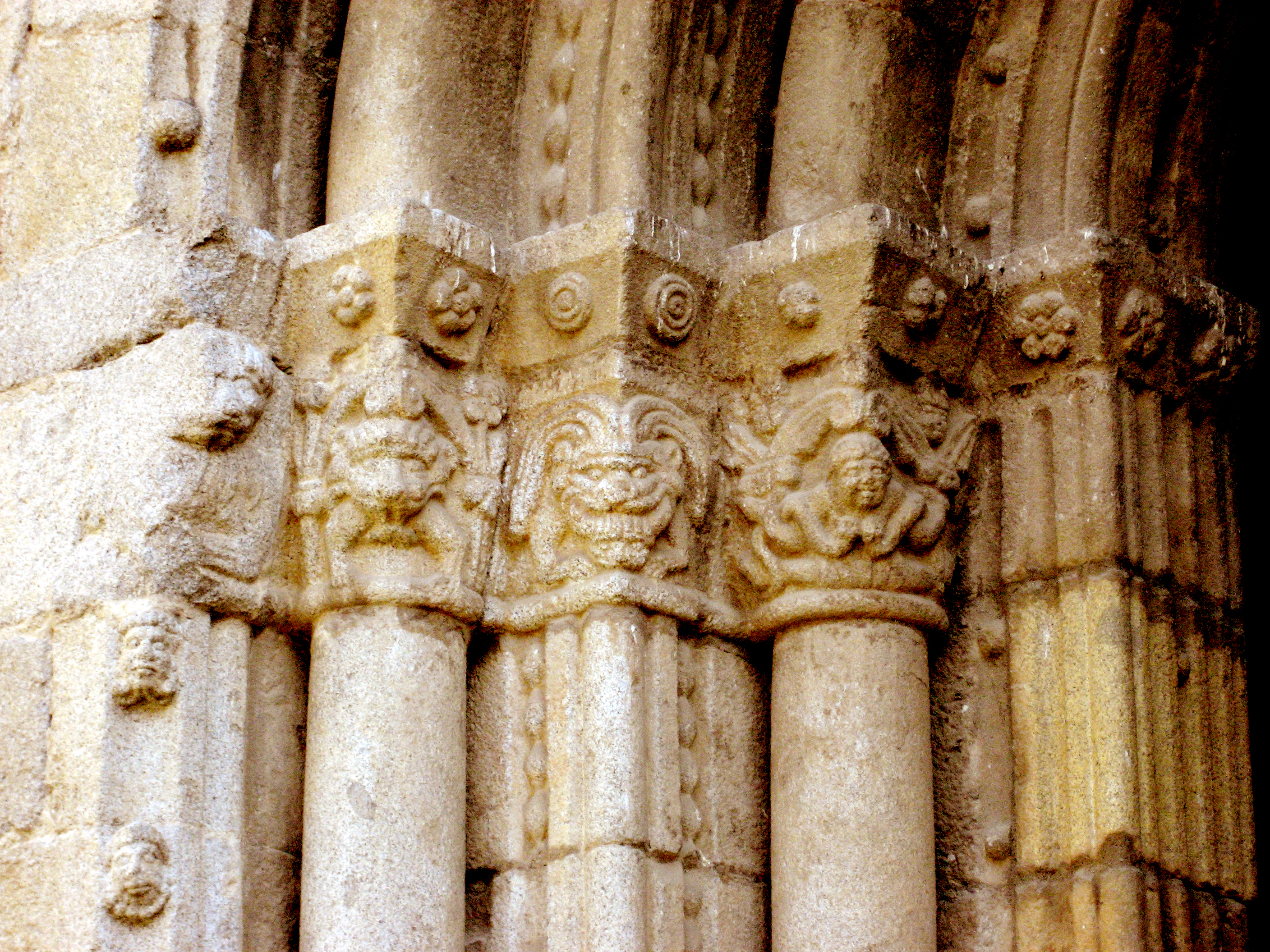
Capiteles izquierdos de la puerta norte
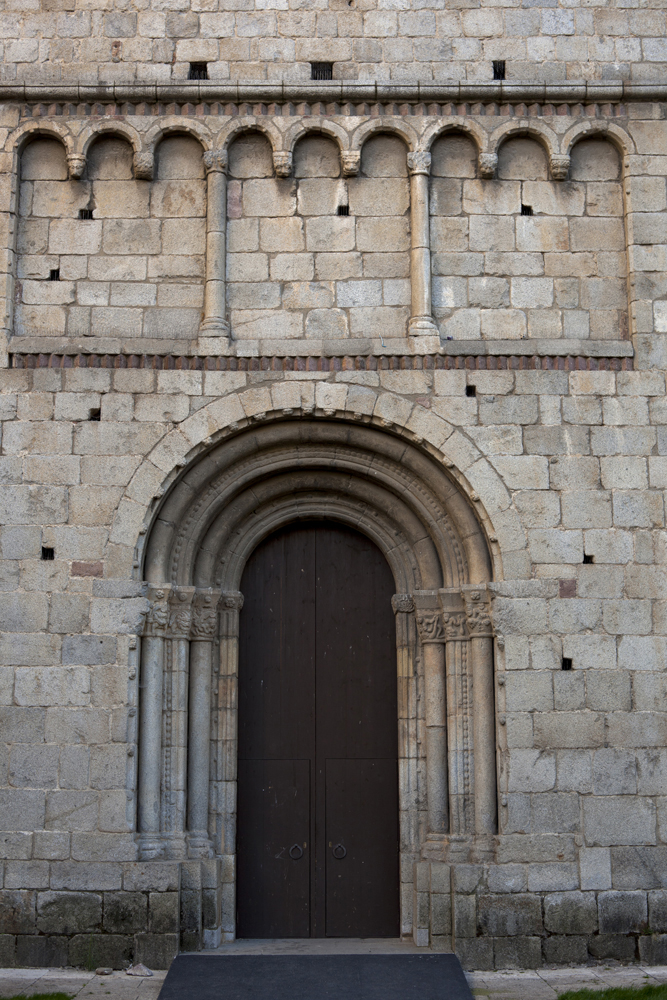
Portal norte
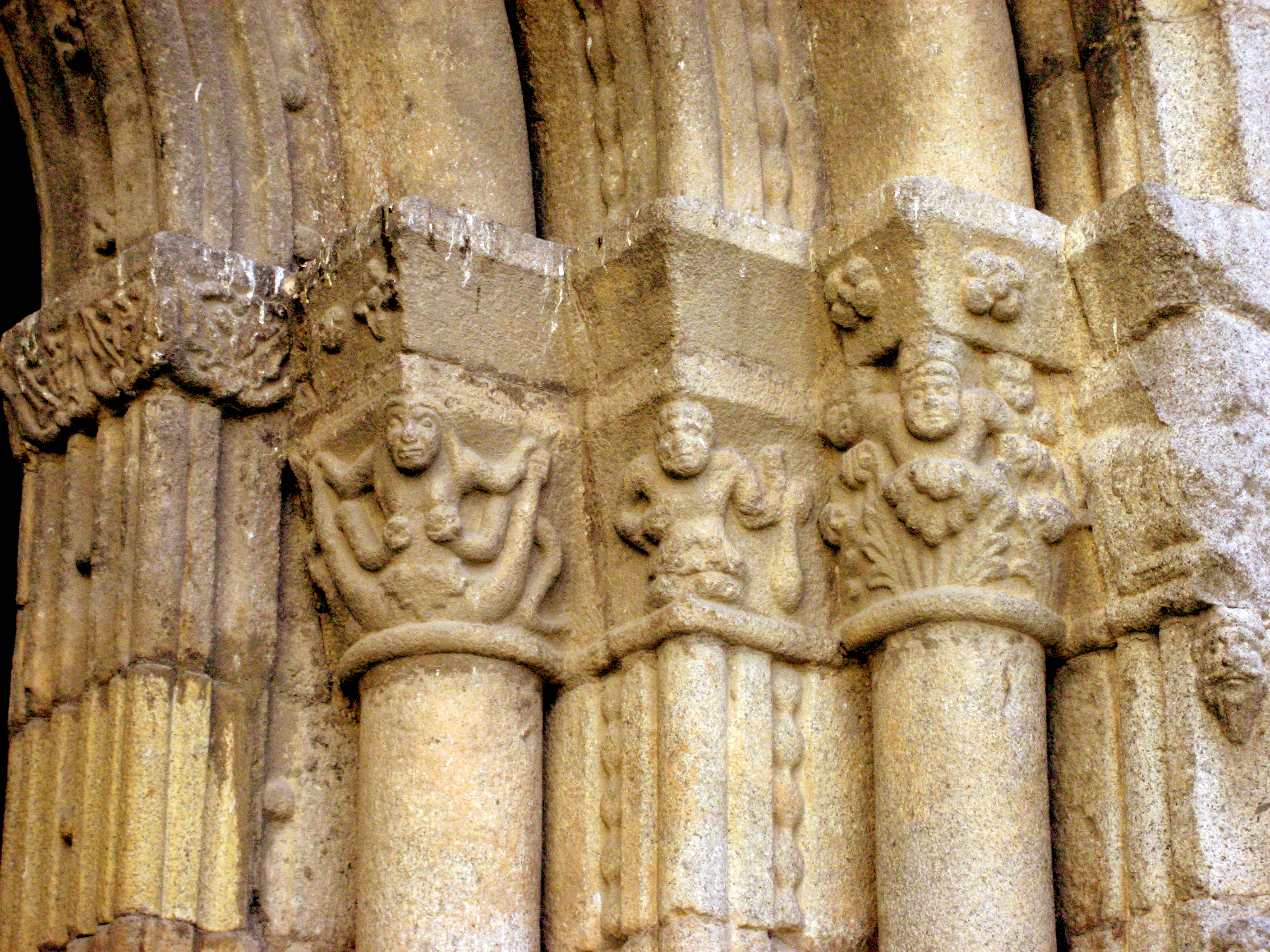
Capiteles derechos de la puerta norte

El muro de esta parte fue elevado por encima de la nave lateral correspondiente, con el fin de hacer la función de contrafuerte para contrarrestar la resistencia de los arcos torales de la nave central. Desde la parte de la esquina con la torre y por toda la parte superior de este lado del edificio, se encuentran numerosas aspilleras, empleadas como método defensivo de la ciudad que se tuvo que hacer en varias ocasiones desde la catedral.
Bajo el borde del tejado se encuentra una cornisa decorada con modillones o canecillos bien conservados, esculpidos con elementos geométricos, animales y rostros humanos. Hacia el medio registro de este muro se encuentra una arquería ciega de estilo lombardo con dos medias columnas adosadas que dejan tres espacios ocupados por los arcos ciegos que terminan en ménsulas de pequeñas caras humanoides. Bajo esta galería se encuentra la puerta que hasta el año 1967, se encontraba tapiada por la construcción de una iglesia adosada a este muro realizada en el siglo XIX.

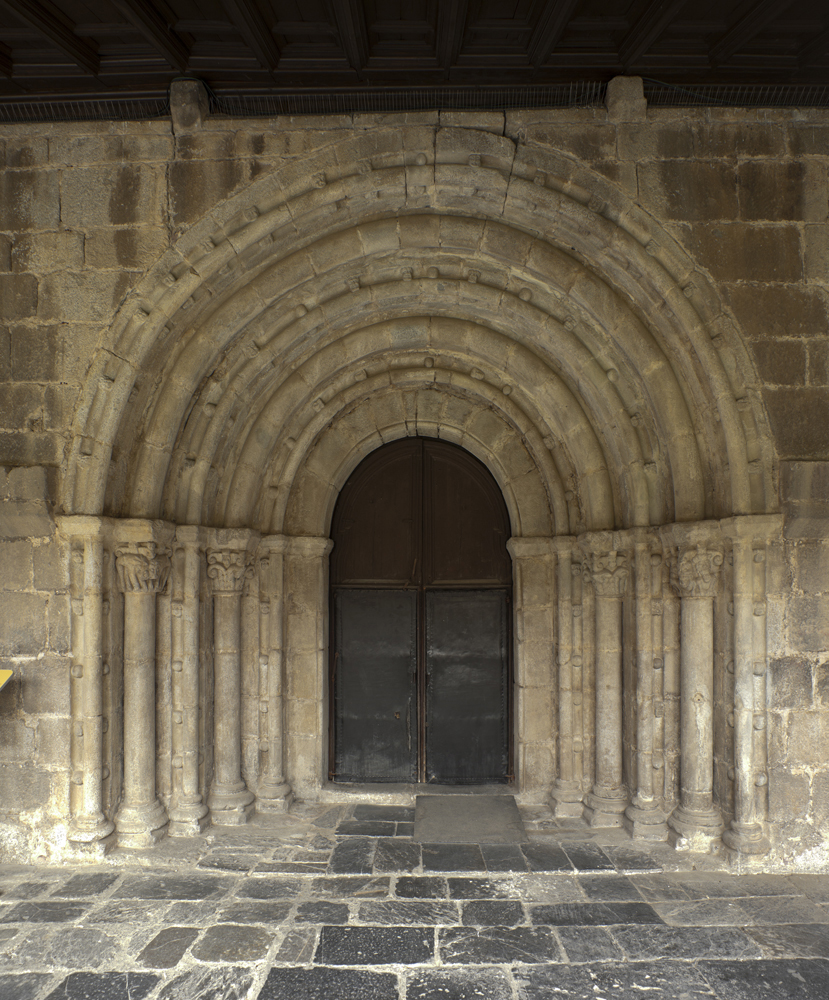
Portal sur desde el claustro

El portal muestra una gran similitud con el de la fachada principal presentando cinco arquivoltas sostenidas por columnas de capiteles tallados con motivos zoomórficos como sirenas con doble cola, cabezas de león con patas de otras fieras, vegetales y acanalados.

### Portal sur
El portal sur está situado en el claustro, a nivel del tercer tramo del templo enfrontado al portal norte. A pesar de que la estructura es parecida al resto de las otras puertas, en esta hay una mayor profusión de formas artísticas. Consta como las anteriores de dos columnas por lado con capiteles decorados con motivos zoomórficos y vegetales. Las cinco arquivoltas, todas con representaciones decorativas geométricas y con cabecitas humanas, forman el arco de medio punto de la puerta algo más bajo y ancho que todas las otras del edificio, como rasgo diferencial tiene en su lado derecho una pila de agua bendita de forma octogonal.

### Las torres
Además de la torre-campanario de dos pisos que se encuentra sobre la fachada principal, la catedral tiene un campanario de espadaña de tres vanos colocado en una prolongación del una parte del muro del cimborio. Posee dos torres más, gemelas, situadas en lo que corresponde a los límites del transepto del edificio. Ambas tienen planta cuadrangular de piedra, con aspecto macizo y poderoso y con pequeñas ventanas de aspilleras que dan una sensación de fortaleza, debieron ser inicialmente proyectadas como campanarios, pero su acabado en línea recta, hace pensar que su construcción se quedó sin finalizar a nivel de la cubierta de la catedral. Su decoración típicamente lombarda consiste en arcuaciones ciegas entre lesenas que surgen de un friso superior con forma de «dientes de sierra».

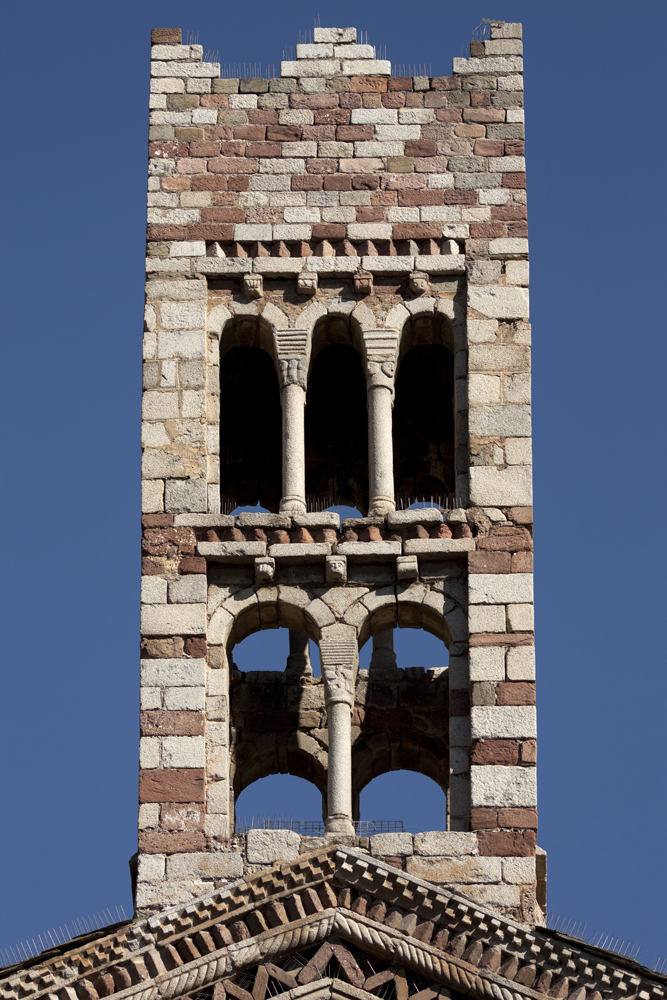
Torre sobre la fachada principal
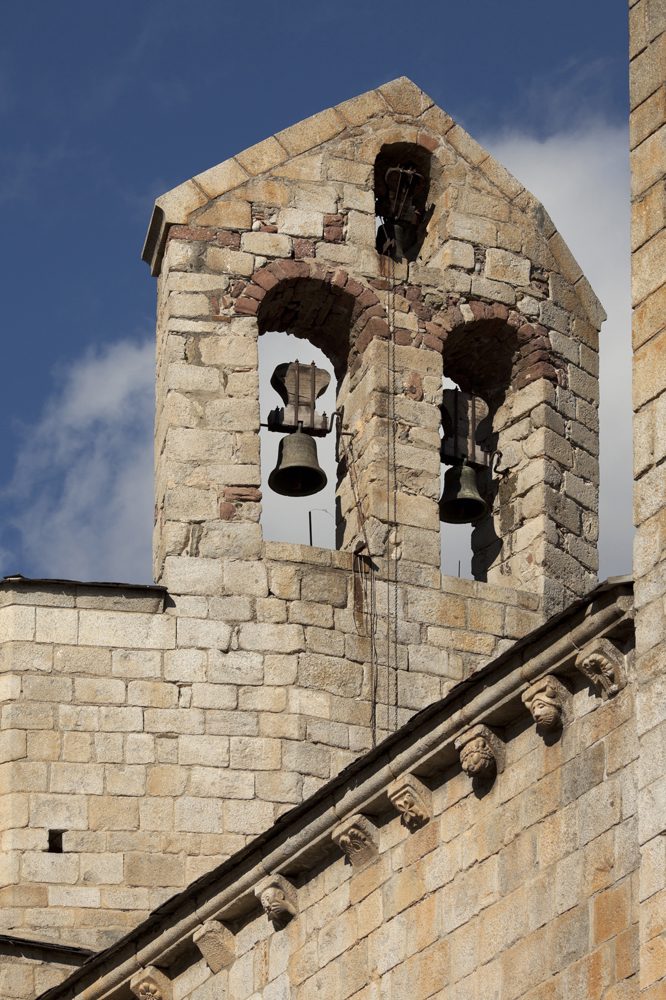
Espadaña sobre el cimborio
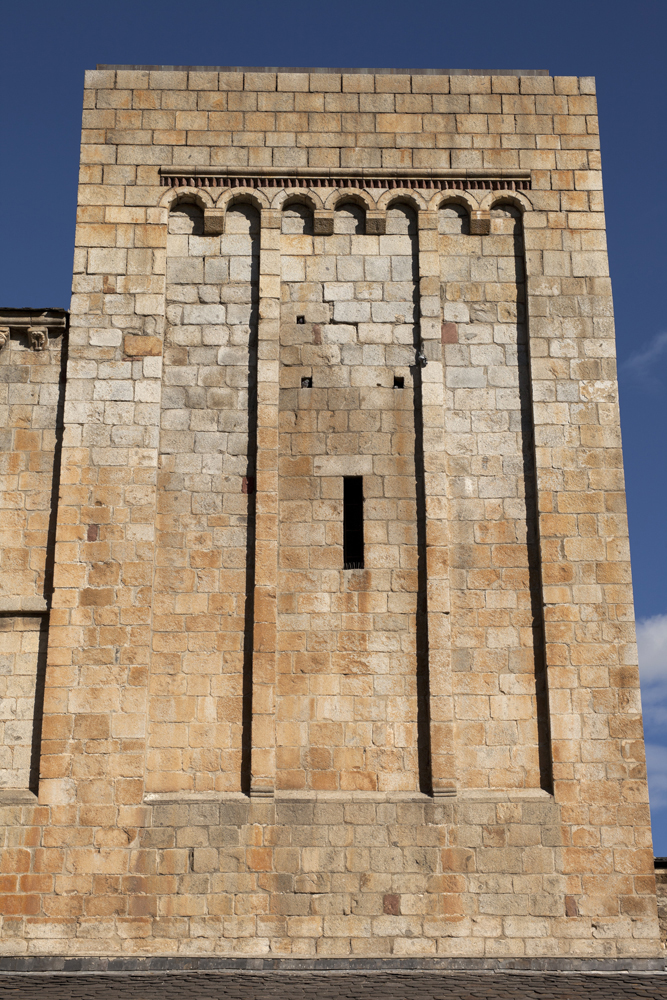
Torre gemela de San Salvador

La torre norte es conocida como la Torre de San Salvador y la de la parte sur la Torre de San Justo, en esta última se instaló, cuando la restauración de Puig i Cadafalch unas campanas en su terraza, que debido al poco alcance de su sonido, se decidió en la década de 1990, tratar de solucionarlo con un sistema de cubierta metálica que se abría en el momento de tocar las campanas. La colocación de un campanario electrónico, con pantallas hidráulicas que se abren, a modo de alas, cuando ha de sonar, consigue una mejor resonancia y que se oigan las campanadas desde toda la ciudad.

### Ábside
El ábside se muestra exteriormente como un medio círculo. Fue construido por Ramon Llambard, con el mismo carácter arquitectónico de diversas iglesias italianas como la basílica de Santa María la Mayor de Bérgamo o la catedral de Parma. Recorre el exterior del ábside por su parte superior, una galería abierta, formada por quince arcos de medio punto que descansan alternativamente en doble columnas y en pilares rectangulares, los capiteles están decorados con elementos vegetales y de animales, bajo la galería se encuentran tres ventanas en degradación formada por cinco arquivoltas en la central y tres en las laterales, con capiteles con ornamentación, el ventanal central es el doble de grande que los laterales. El cuerpo del ábside está articulado por siete particiones verticales que corresponden a la división hecha por seis medias columnas adosadas desde el zócalo hasta su unión con los pilares que forman parte de la galería superior.

Comparación con ábsides italianos
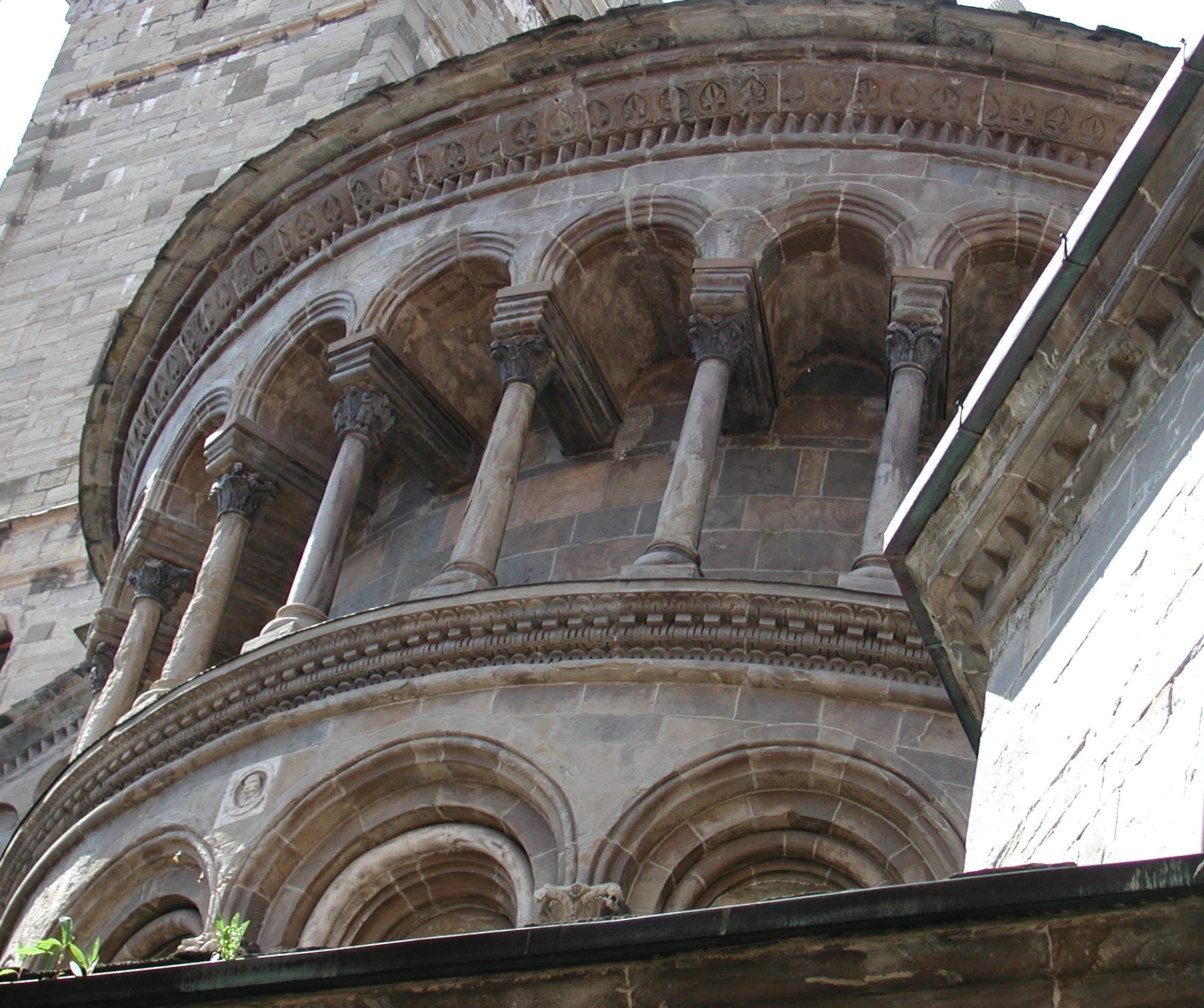
Ábside de Santa María de Bérgamo
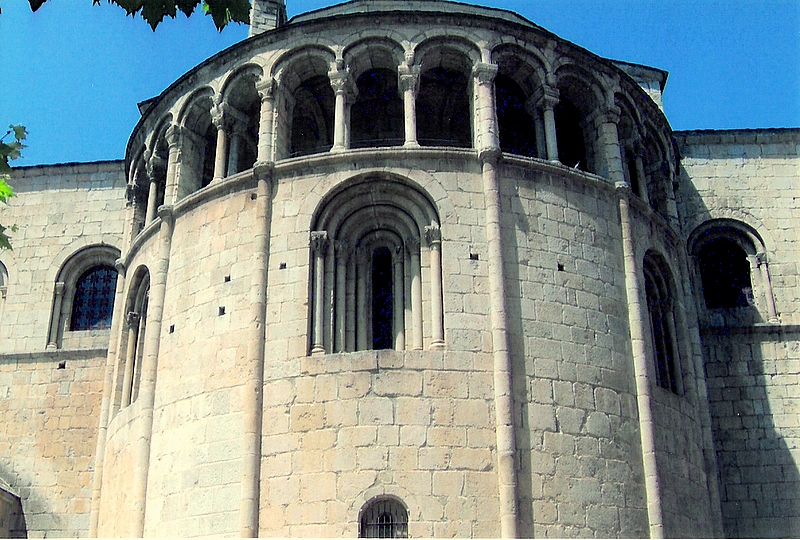
Ábside de la catedral de Urgel
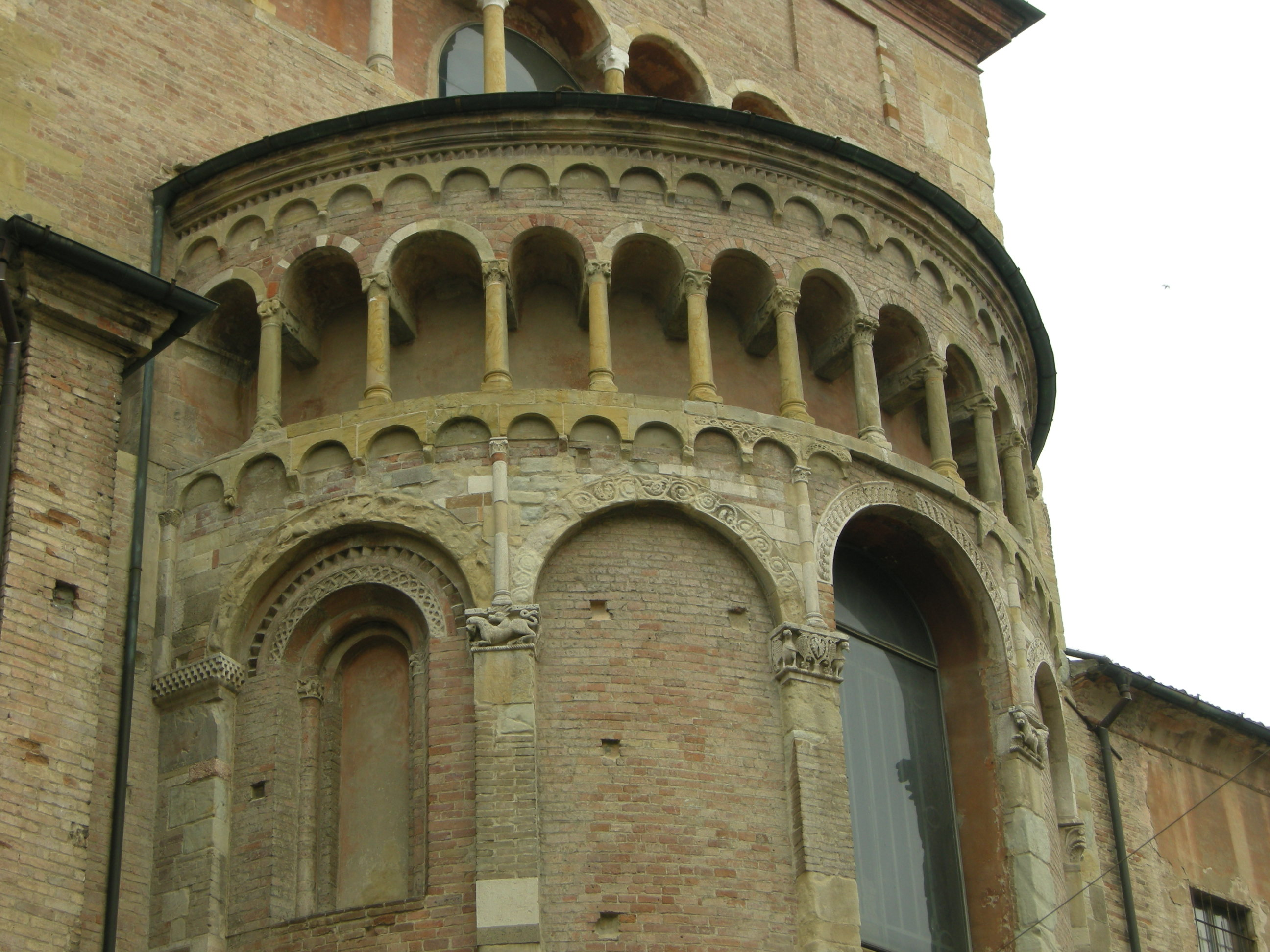
Ábside de la catedral de Parma

## Interior
La catedral de Santa María de Urgel se encuentra orientada igual que, como salvo contadas excepciones, todos los templos cristianos que se han edificado siempre según un eje este-oeste (el llamado «eje litúrgico»), estando la cabecera a oriente y la fachada principal de acceso en el frente opuesto, a occidente.
La catedral es de planta basilical de tres naves divididas en cuatro tramos, que desembocan en un gran transepto donde en todo su muro este se encuentra la cabecera del templo con cinco ábsides, dos en cada lado del central inscritos en el grueso muro del transepto por lo que no se aprecian desde la parte exterior del edificio, el central es el único que forma un gran semicírculo hacia el exterior y abarca todo el ancho de la nave principal. No se han conservado documentos que permitan comprobar cómo era la planta original aunque se puede suponer que su distribución tenía que ser muy similar a la de otros templos construidos durante el mismo periodo, como el de Ripoll, San Vicente de Cardona o el de San Saturnino de Tabérnolas. De este periodo sólo se conserva un ara de mármol blanco del altar mayor, descubierta durante unas excavaciones realizadas en el año 1996 y que sustituyó a la que hasta entonces estaba haciendo su servicio del siglo XI y que se encuentra expuesta en la iglesia de San Miguel, cuyo acceso se hace por el claustro.

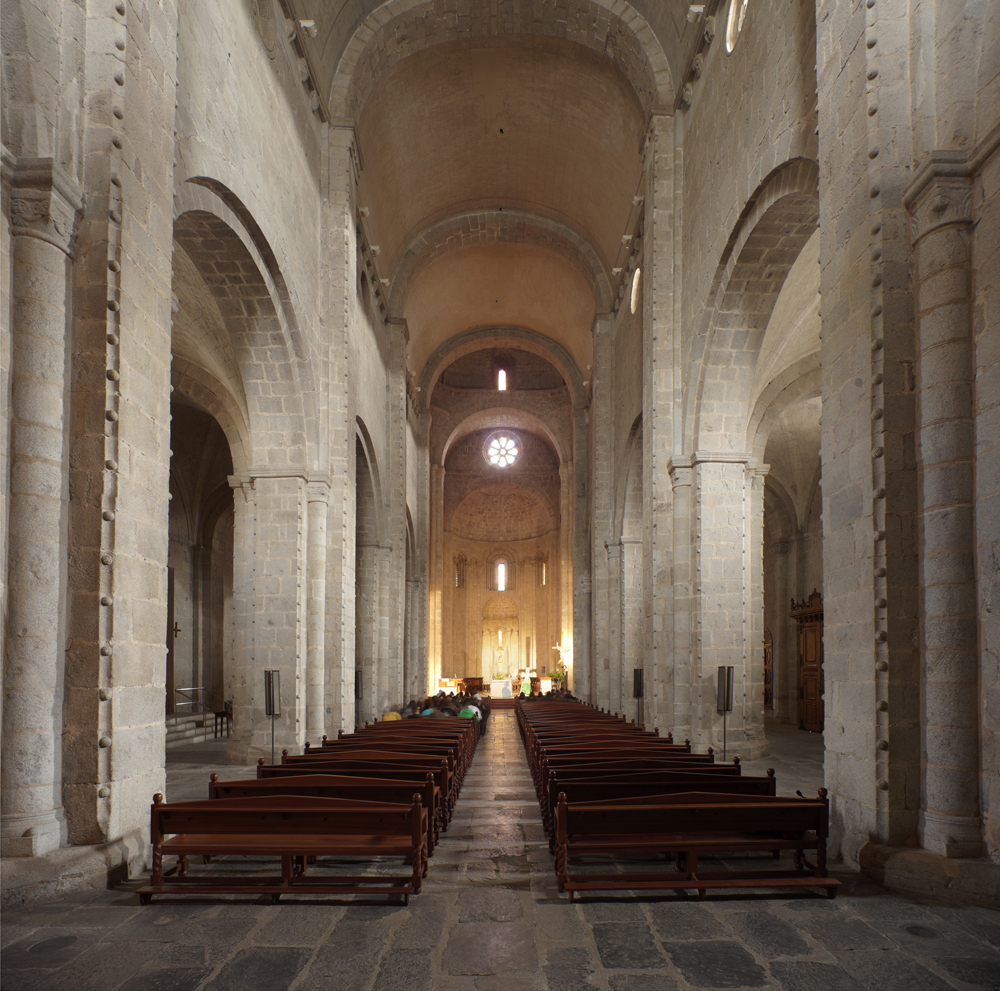
Interior de la catedral
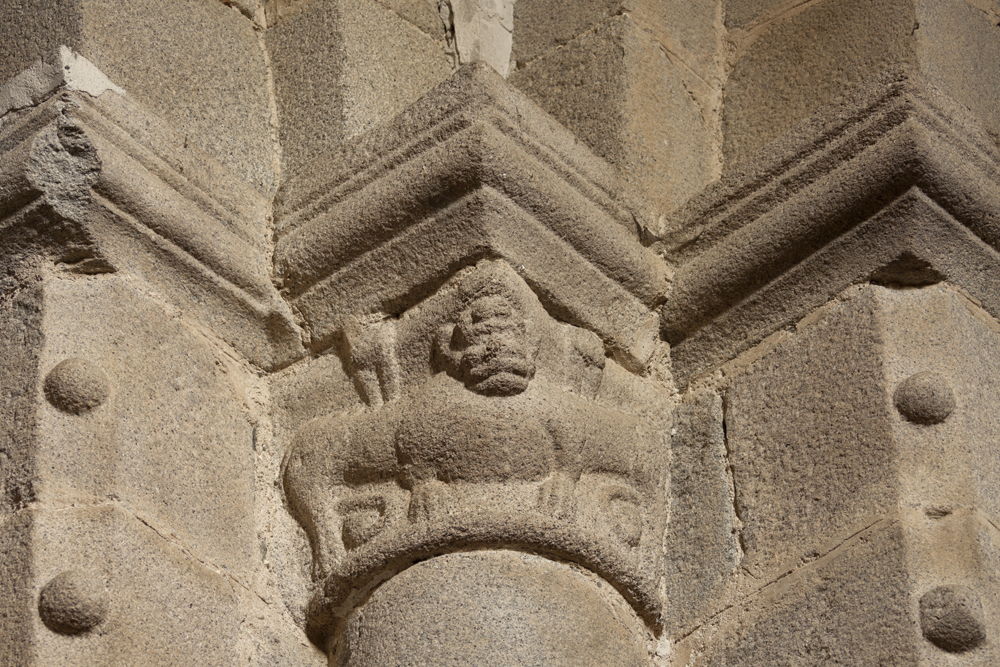
Decoración en un pilar-columna interior
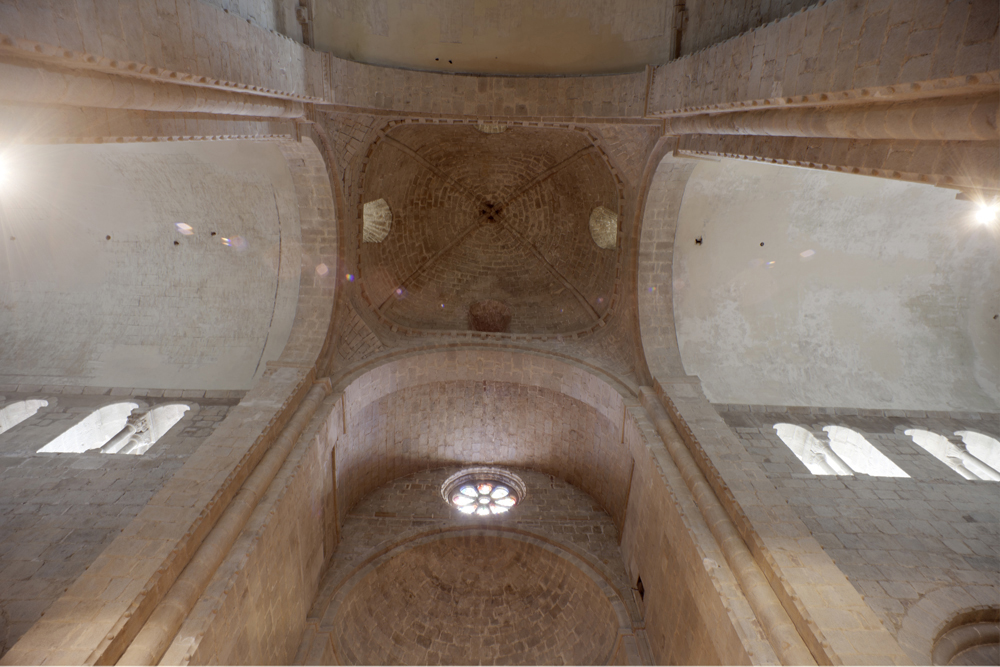
Bóveda y cúpula del transepto
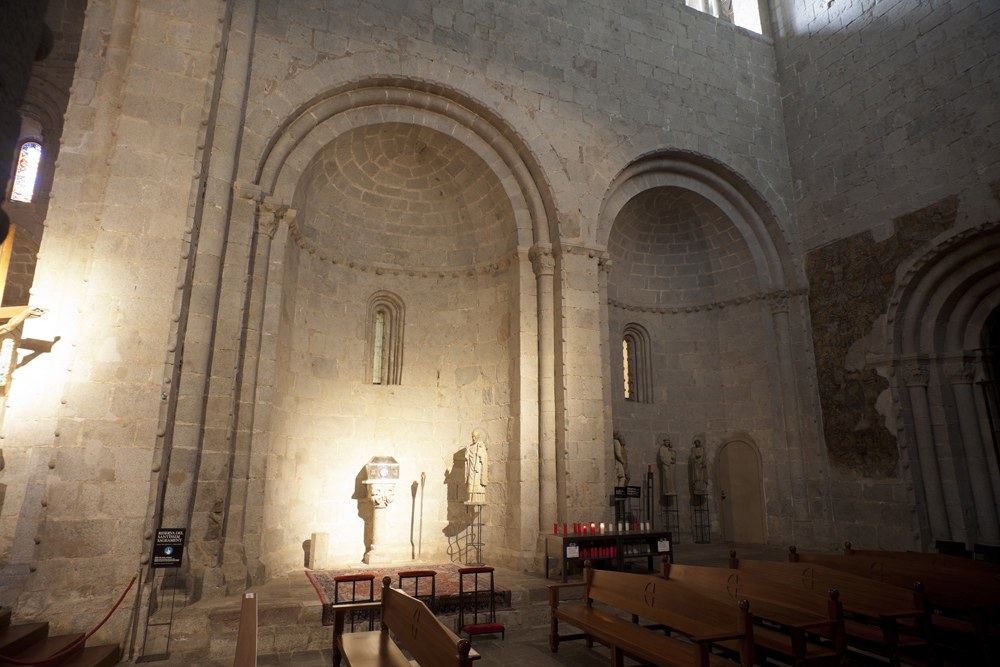
Absidiolos del brazo sur del transepto

### Ábside central
En el ábside central se aloja un nuevo absidiolo sin relieve en el exterior, y ornamentado con cinco arcos sostenidos por columnillas con capiteles, en la que se encuentra la imagen de Santa María de Urgel. Se trata de una imagen románica Sedes sapientiae representada con su hijo Jesús sentado en su regazo, del siglo XIII realizada en madera policromada y que en la iconografía cristiana simboliza la Iglesia basada en la sabiduría divina. Se cree que pudiera ser de procedencia lemosina por la flor de lis que sostiene en su mano derecha. Antiguamente se la conocía como la Mare de Déu d'Andorra (Nuestra Señora de Andorra) ya que, según la tradición, la imagen estuvo escondida en los valles andorranos durante la ocupación árabe. Es la patrona de la ciudad de la Seo de Urgel y la titular de la catedral y su fiesta se celebra el 15 de agosto.
Dentro de todo el semicírculo de este ábside se encuentran arquerías ciegas bajo la imposta con columnas adosadas y capiteles. A media altura, sobre el absidiolo, se muestran ventanales que dan a la galería exterior del ábside y por encima, junto a la bóveda, un rosetón que acaba de dar la iluminación natural al espacio. Enmarca la entrada al interior del ábside la presencia de columnas y pilares adosados con un elemento característico en esta catedral de bolas incrustradas (semiesferas) recorriendo el límite de toda su extensión, desde el zócalo del pavimento.

### Naves
La nave central está cubierta con bóveda de cañón reforzada por arcos torales que arrancan desde una imposta que recorre toda la nave, mientras que las naves laterales, más bajas que la central, tienen bóvedas de crucería. Los pilares divisorios de las naves, cuatro por lado, tienen sección de cruz griega y parten de un zócalo ochavado, tienen en cada ángulo columnas adosadas, que en la nave central llegan hasta los arcos torales de la bóveda, otras dos forman los arcos de comunicación entre las naves y las últimas columnas rinconeras llegan hasta las aristas de las bóvedas de crucería de las naves laterales. La gran cantidad de columnas que presenta la estructura interna de la catedral hace que tenga numerosos capiteles tallados con tema en su mayoría vegetal, pero también se presentan figuraciones humanas y del reino animal, otra decoración que se hace extensiva y llamativa en toda la catedral es el reseguimiento en todas sus columnas, pilares e impostas con medias esferas, llamadas popularmente «huevos».

### Transepto
El transepto está cubierto con bóveda de cañón y en el crucero con la nave central se encuentra el cimborio sin finalizar, cubierto con una bóveda de cuarto de esfera un poco alargada reforzada con nervios que la dividen en cuatro secciones, mediante el uso de pechinas, apoyadas sobre una imposta con pequeñas ménsulas de caras grotescas. La iluminación entra por cuatro vanos abiertos dentro de esta cúpula.
En los dos extremos del transepto se encuentran unas puertas. Ambas con tres arquivoltas dos de ellas formadas por columnas con capiteles esculpidos y el primer arco está rodeado con las medias esferas presentes en toda la decoración del templo. Estas puertas son la entrada a las torres cuadradas que se encuentran en ambos lados, en la del lado norte en el espacio inferior hay un pequeño oratorio donde se encuentra la pila bautismal del baptisterio y la preside una pintura que representa el bautizo de Cristo por san Juan el Bautista. En el muro oriental se encuentran situados dos absidiolos en cada lado que se corresponden con las naves laterales. Incluidos dentro del espesor del muro, hacen la función de pequeñas capillas abiertas, con bóveda de cuarto de esfera y decoraciones de pilastras y columnas adosadas con capiteles a partir de los cuales hay una imposta que recorre todo el interior de los absidiolos.

### Pinturas murales
Destaca la pintura mural que se encontraba en la capilla del segundo absidiolo de la parte sur dedicado a santa Catalina de Alejandría a mediados del siglo XIII. Durante el periodo del barroco, en el siglo XVII, se cubrieron estos murales con la construcción de un retablo, según el gusto de la época, dedicado a santa Lucía y santa Magdalena, cambió la denominación de la capilla a santa Lucía y dejó en el olvido las pinturas primitivas. Entre otras reformas realizadas a principios del siglo XX, para dejar la catedral en su estado más original románico, se retiró el retablo barroco, redescubriéndose entonces las pinturas murales:

En el segundo absidiolo de la parte de la Epístola de la iglesia catedralicia de la Seu d’Urgell, detrás del retablo barroco, se encuentra una curiosa pintura mural, que es muy difícil poder ver en su totalidad.
Josep Gudiol i Cunill, Els Primitius. I, Barcelona, 1927

Las pinturas cubrían todo el ábside, presididas en la parte superior por un Pantocrátor, del que solo quedaba parte de la mandorla inferior. La segunda parte estaba dedicada a la vida de la santa en ambos lados de la ventana del muro, en el registro inferior siguiente se encontraba la Santa Cena y por último debajo había una decoración, casi destruida totalmente, de cortinajes. Los murales fueron arrancados en tres fragmentos por medio del método italiano del «strappo» y vendidos al mercado de antigüedades.
En la actualidad se han ido adquiriendo a particulares e identidades y los tres fragmentos se encuentran:
- Disputa y el arresto de santa Catalina en el Museo Nacional de Arte de Cataluña.
- Martirio de santa Catalina en la fundación Abegg Stiftungde de Suiza.
- Santa Cena en el Museo Episcopal de Vich.

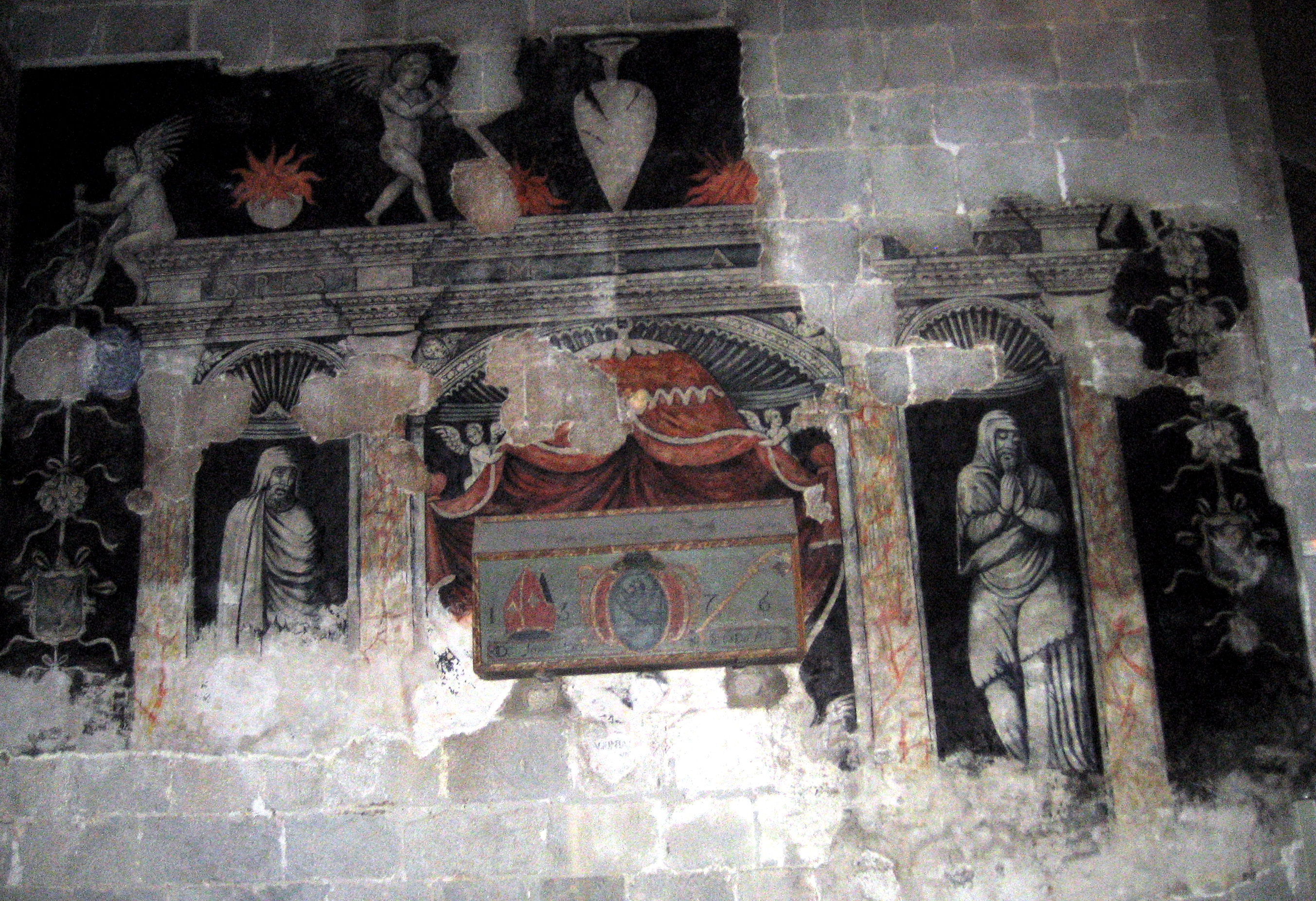
Pinturas murales renacentistas en la tumba del obispo Joan Despés

Esta obra ha sido datada entre 1242 y 1255 y su advocación a santa Catalina se ha reflejado como una simbología de las luchas habidas durante esa época entre el obispado de Urgel, en particular el obispo Ponç de Vilamur (1230-1257) y los Castellbó y el condado de Foix que defendían la herejía cátara. Santa Catalina, según relatos hagiográficos, había tenido grandes disputas con filósofos paganos a los que había convencido para su conversión al cristianismo, por lo que había sido tomada como ejemplo por los frailes dominicos en su lucha por la conversión de los herejes cátaros. La representación de la Santa Cena símbolo de la Eucaristía muestra la relación con el catarismo que negaba este dogma cristiano.
En el muro derecho de esta misma parte sur del transepto, hay unas pinturas murales de estilo renacenista que se hicieron como parte de la decoración para la colocación de la tumba del obispo de esta diócesis Joan Despés o Joan d'Espés muerto en 1530. El diseño fue encargado, cuarenta años más tarde, al escultor y pintor Jeroni Xanxo. La urna es muy sencilla realizada en madera con el escudo del obispo, se encuentra colocada en la pared y las pinturas representan una arquitectura con columnas donde hay imágenes de medida natural de plañideros a cada lado del sarcófago; sobre el fondo pintado de negro destaca la inclusión de elementos simbólicos funerarios como las antorchas hacia abajo, sostenidas por putti, o las ánforas rotas.

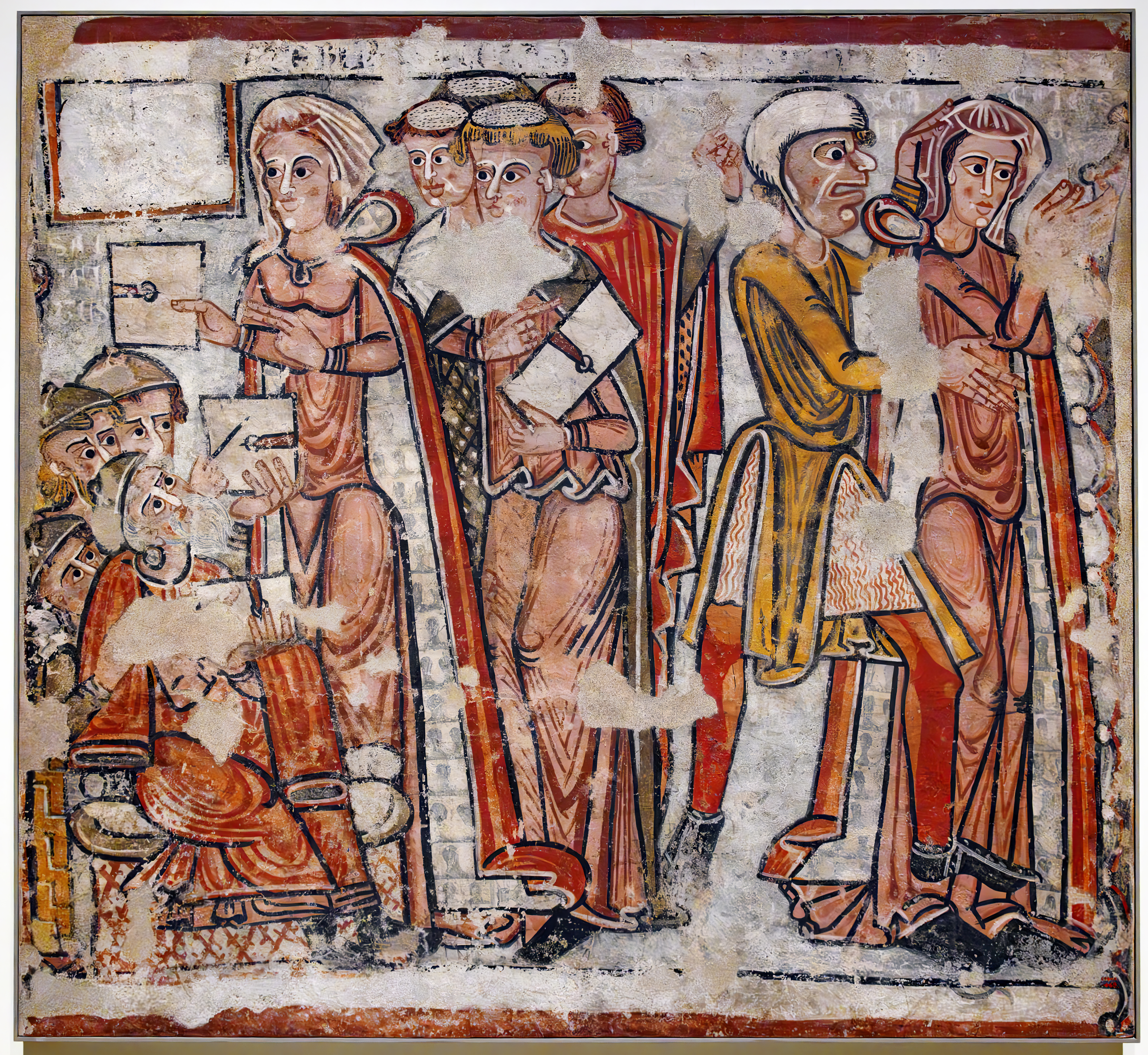
Disputa y el arresto de santa Catalina en el MNAC
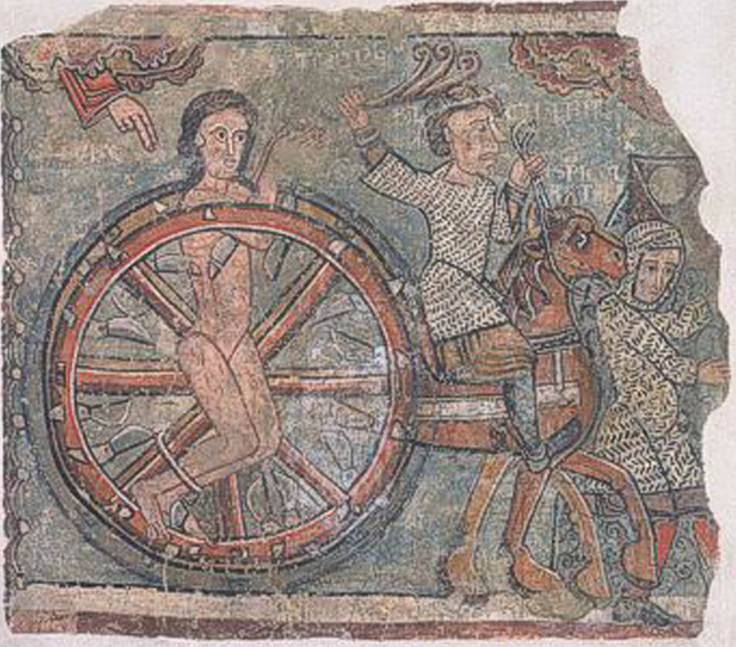
Martirio de santa Catalina en la fundación Abegg Stiftungde de Suiza
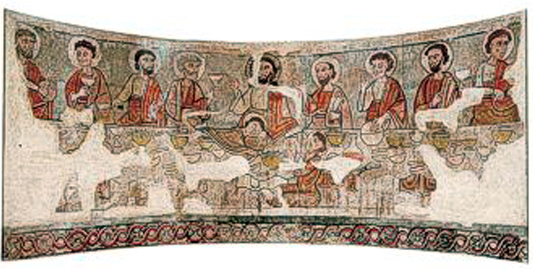
Santa Cena en el Museo Episcopal de Vich

### Retablo de San Ermengol

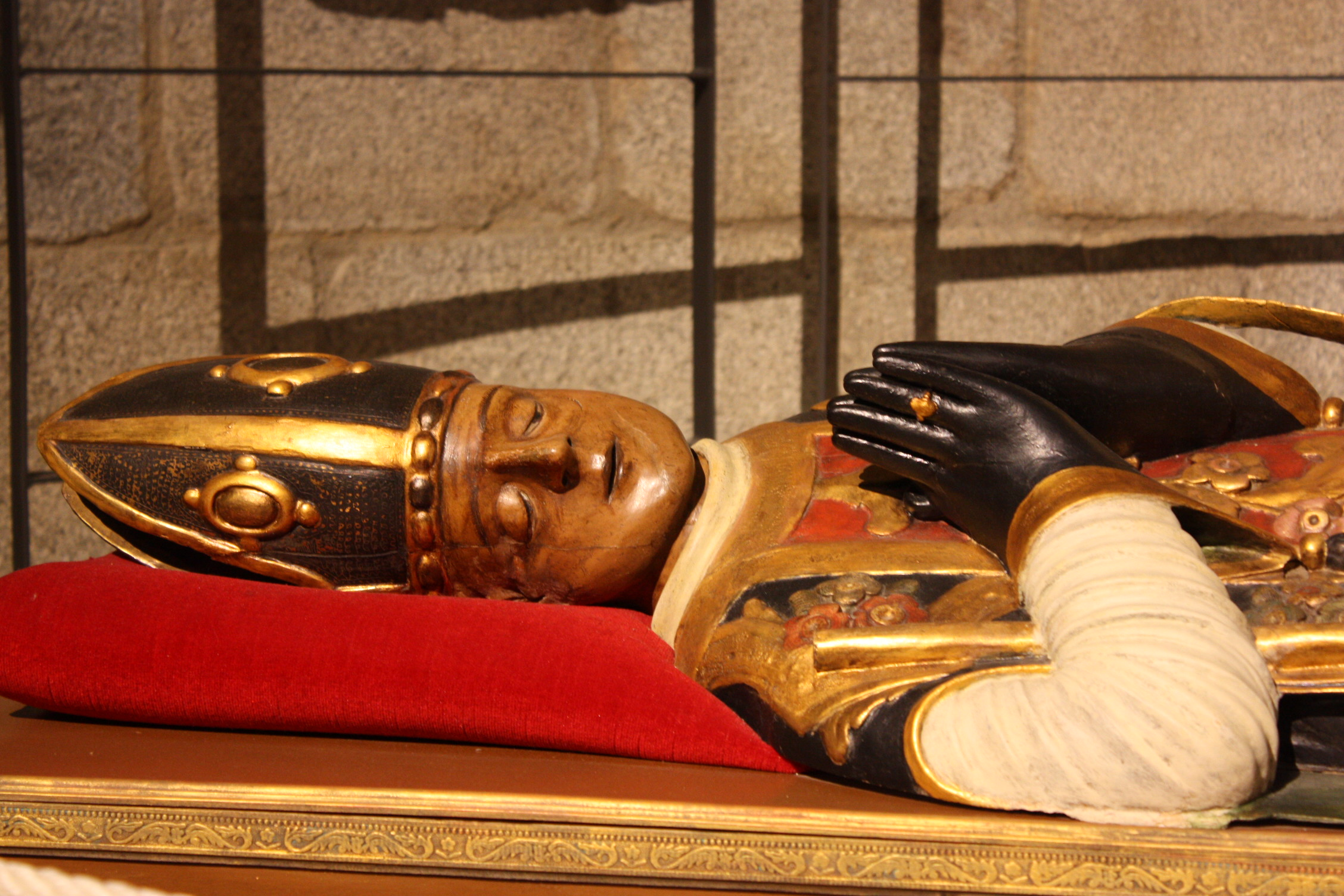
Detalle de la escultura yacente de san Ermengol

En el absidiolo del lado norte junto al ábside central, estuvo dedicado a las Santas Cruces en el siglo XIII hasta el año 1575 en que pasó a estar bajo la advocación de san Ermengol, patrono de la diócesis y a venerarse sus reliquias. A finales del siglo XVIII, se realizó por el escultor Juan de Segovia un retablo con escenas de la vida del santo patrón, bendiciéndose el 31 de julio de 1756.
De este retablo, en la actualidad hay expuestos una figura policromada yacente de san Ermengol y seis tablas con relieves representando:
- Institución de la Canónica
- Conquista de Guissona
- Construcción del camino de los Tresponts dirigido por el santo
- La caída del santo desde el Pont de Bar
- El cuerpo del obispo que por el río Segre se para delante la catedral, mientras las campanas repicaban solas
- La curación por el obispo de un ciego.

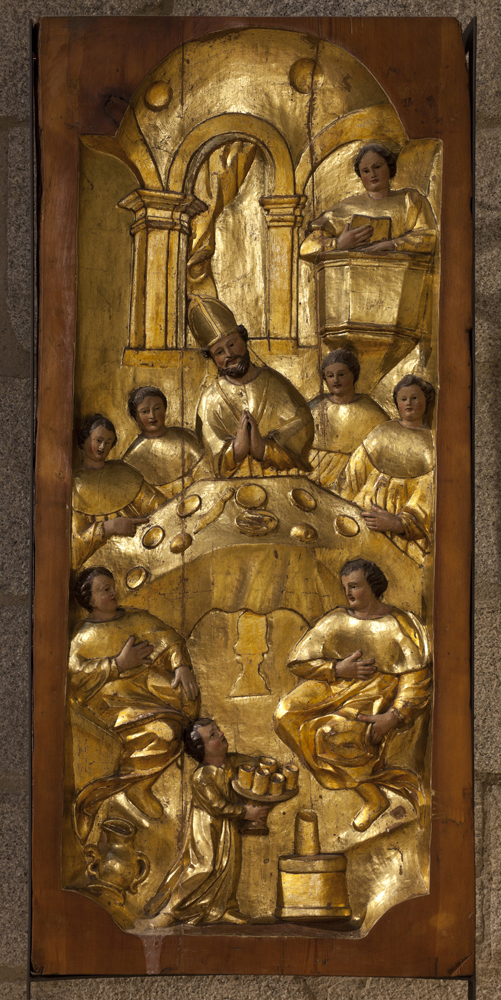
Institución de la canónica
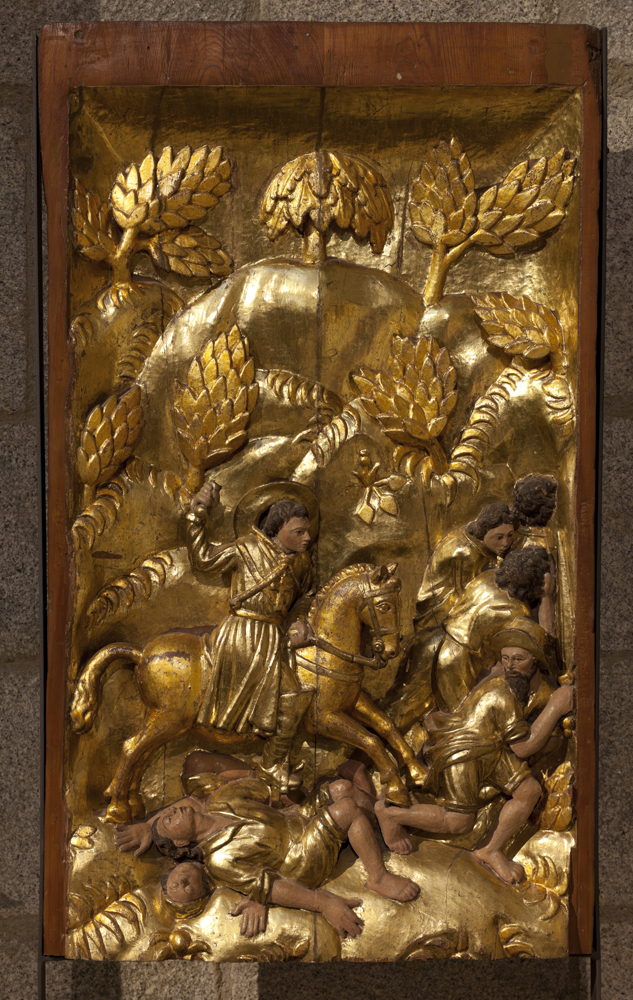
Conquista de Guissona
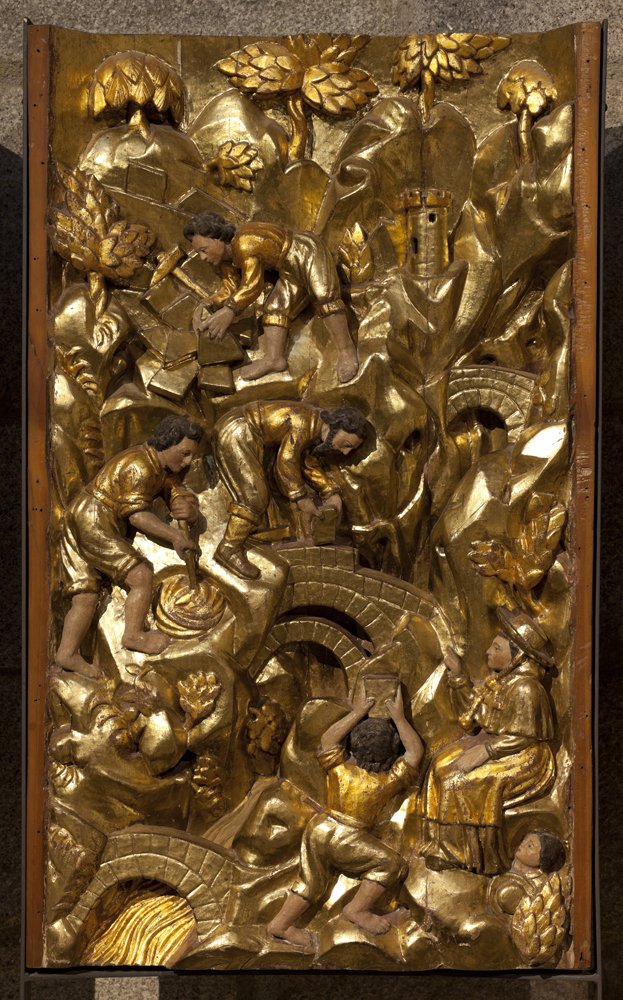
Construcción del camino de Tresponts
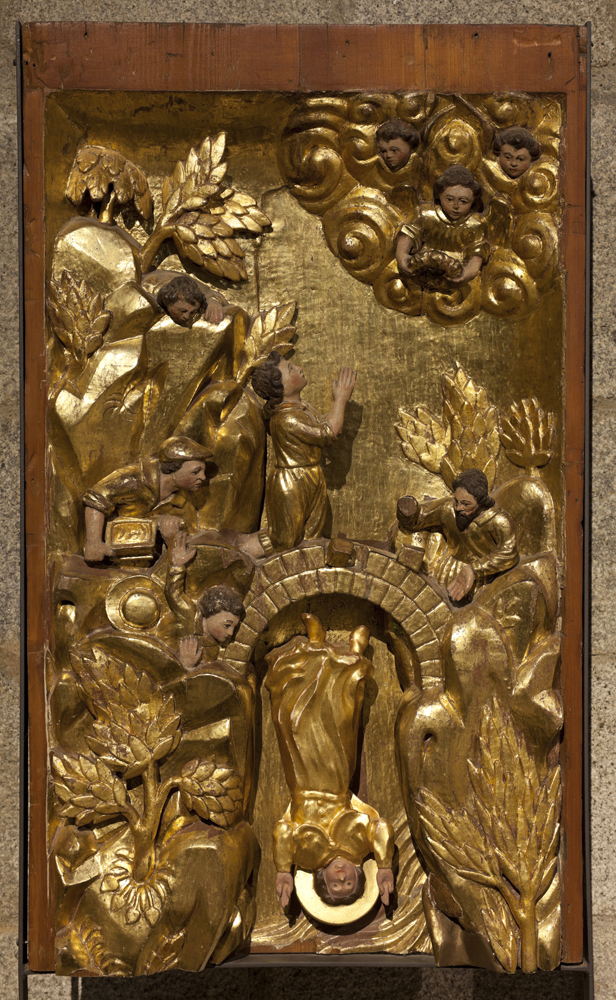
La caída del santo, desde el Pont de Bar
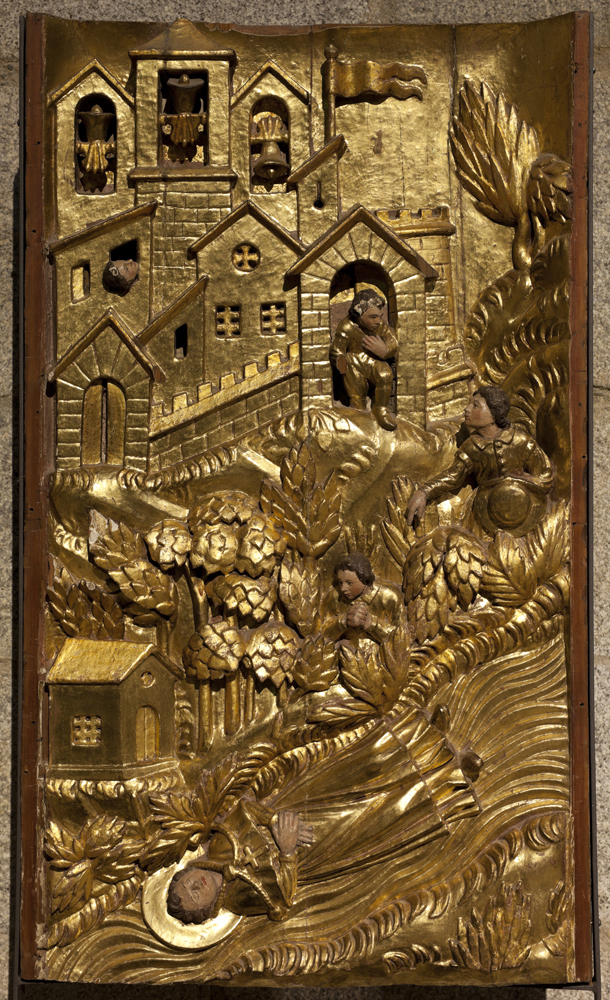
El cuerpo del obispo por el río Segre se detiene delante la catedral
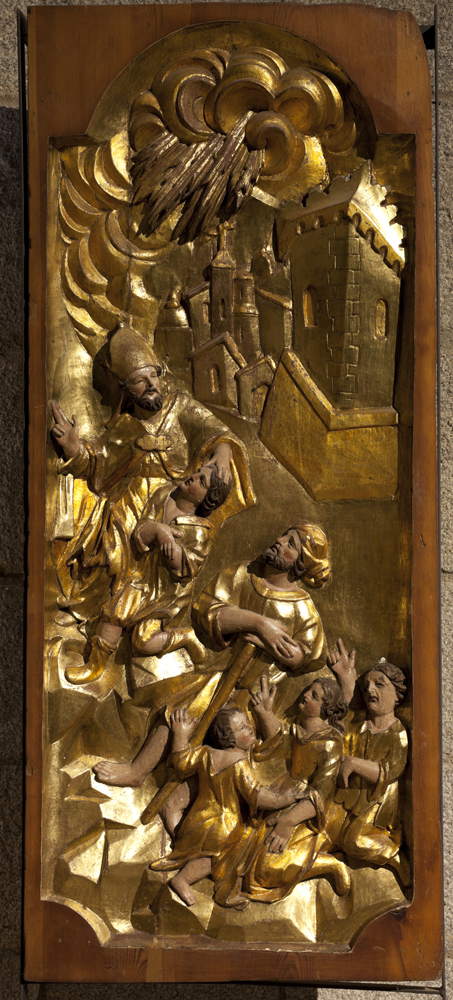
Curación por el obispo de un ciego

## Claustro

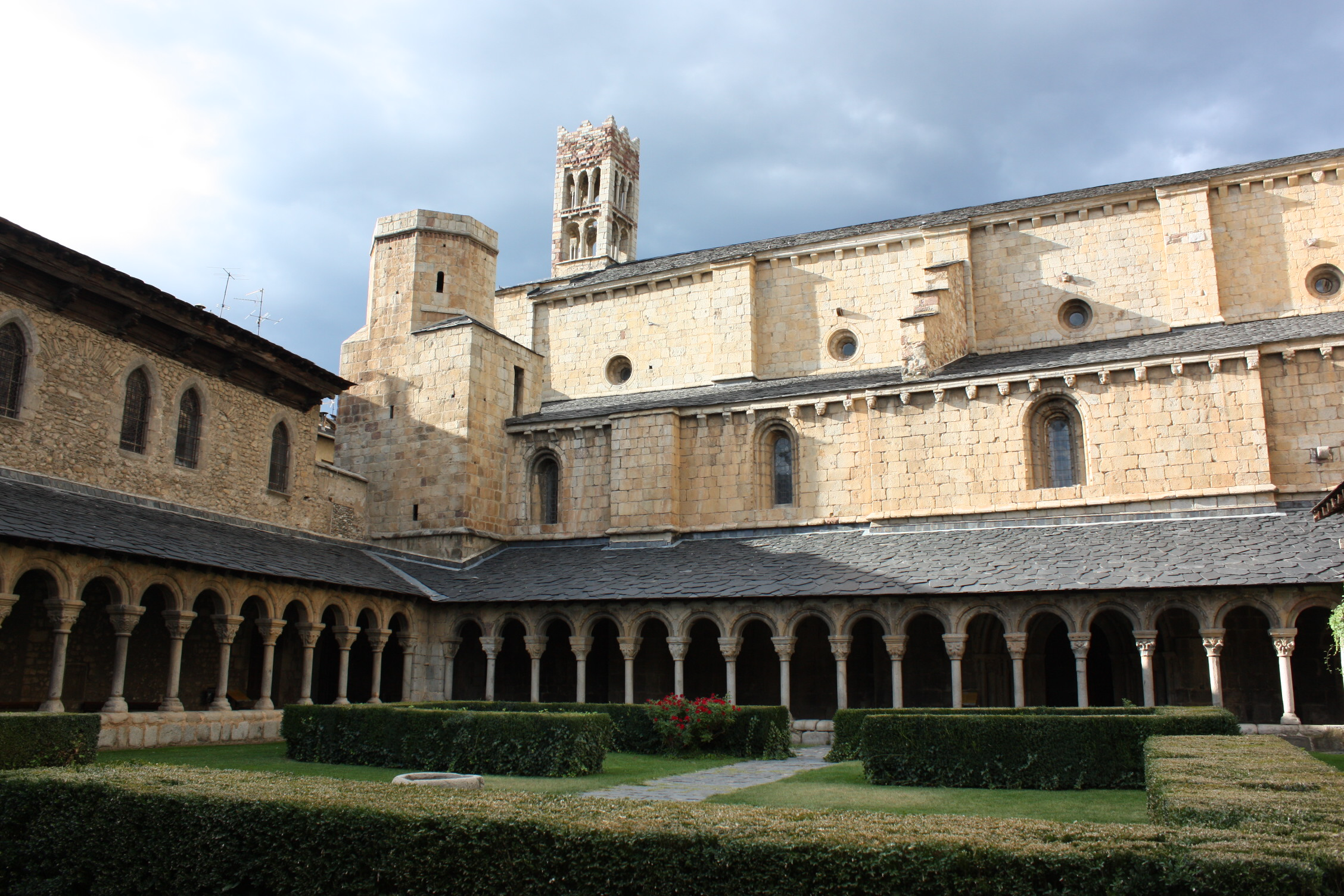
Vista desde el interior del claustro

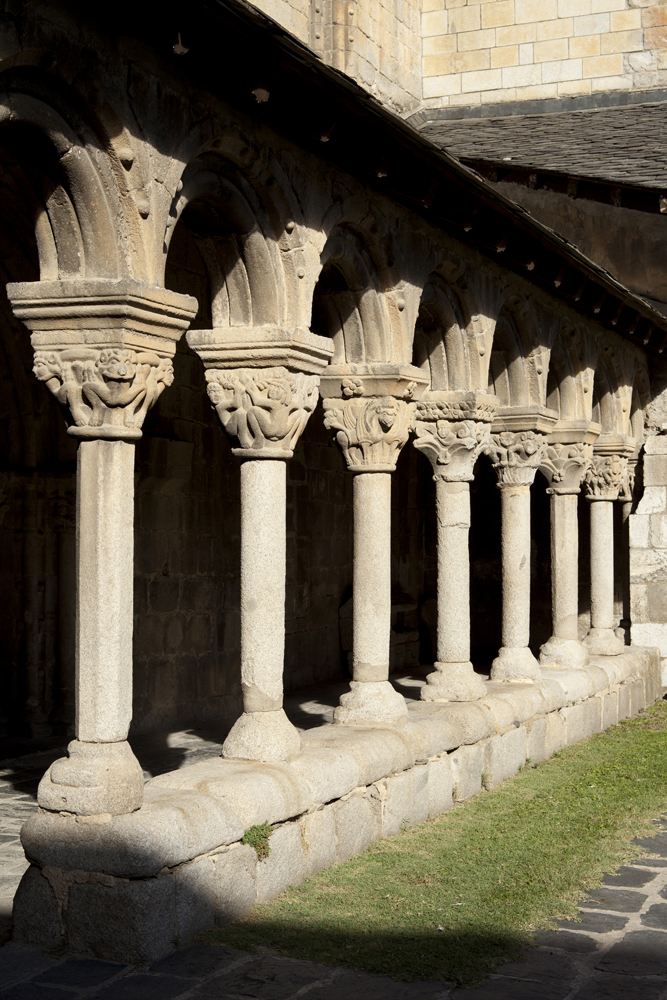
Vista de la arcada románica de una galería

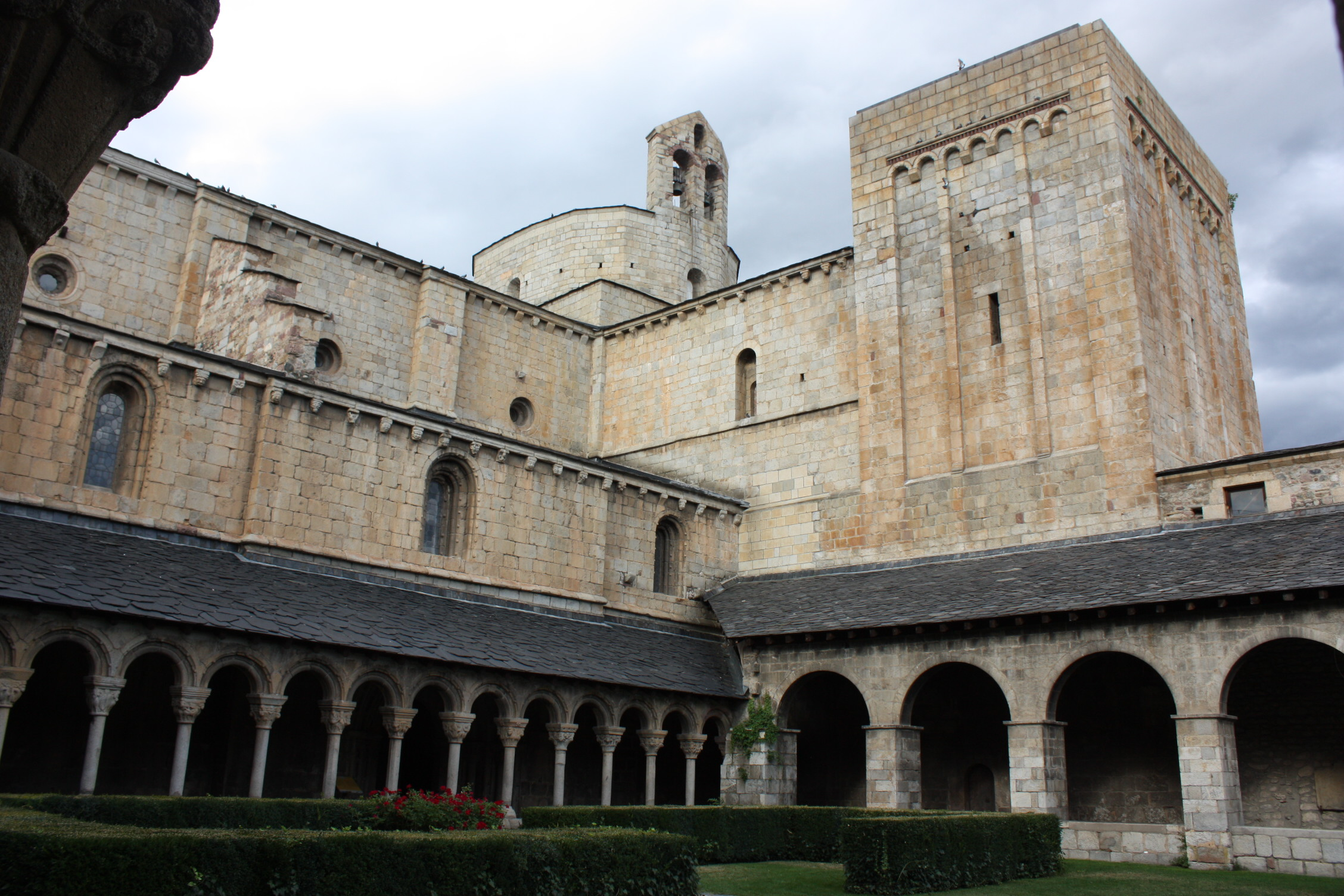
Vista del lateral (a la derecha) de la galería de principios del

El claustro es una de las construcciones características de las catedrales románicas muy similar al que tenían los monasterios de la misma época, formado por cuatro galerías y normalmente situado en la parte meridional del templo, como ocurre en la catedral de la Seo de Urgel. Presenta este espacio, construido a principios del siglo XIII, una planta ligeramente trapezoidal, con el cerramiento de sus galerías por medio arcadas formadas sobre una sola hilera de columnas y con pilares en sus ángulos, la anchura de cada ala es de cerca de cuatro metros y cubierta con techumbre de madera. Los arcos son de forma redondeada con la decoración de medias esferas igual que presentan todas las columnas del interior de la catedral. De las galerías que se conservan solo tres son originales románicas, la cuarta panda o galería fue derruida en 1603 y se reconstruyó en un estilo completamente diferente, con siete arcos con pilares cuadrados sin decoración. Los 51 capiteles que se conservan de la parte románica tienen una clara influencia de la escuela escultórica del Rosellón, esculpidos en granito con temas ornamentales y figurativos de temática muy diversa.
El claustro forma un conjunto simple con una gran armonía, las galerías adquieren una esbeltez gracias a las proporciones de los elementos que las integran. Los múltiples arcos reposan cada uno sobre una sola columna cilíndrica las cuales se apoyan sobre un podio corrido, característico de los claustros catalanes, compuesto por un muro sólido y simple de 66 cm de altura por 60 de ancho. Los arcos entre columnas guardan una distancia de un metro y están decorados por molduras y medias esferas, las impostas normalmente se encuentran realizadas con molduras lisas y solo algunas decoradas con motivos vegetales. La galería oriental que fue substituida en el año 1603 por grandes arcadas de medio punto, la obra fue realizada por Francisco Bolet y Pedro Boria. En el año 1781 se presentó un proyecto de Antoni Cabot, encargado por el capítulo catedralicio para renovar todo el claustro con el derribo de las cuatro galerías, para conseguir una estética global del conjunto. La ejecución de las obras se fue retrasando, hasta que la ocupación por parte de las tropas francesas de la ciudad hizo, que finalmente, no se llevara a cabo dicha renovación.

### Capiteles
A pesar de la gran resistencia que representa el trabajar la dureza del granito, los escultores demostraron un gran dominio en el labrado de esta piedra, realizado con suaves curvas y sin grandes incisiones, no existen aristas fuertes ni cambios bruscos y en pocas ocasiones los elementos decorativos se muestran con detalles minuciosos.
El repertorio decorativo está dominado por temario vegetal y figurativo de formas zoomórfas o antropomórficas realistas o fantásticas, no hay temas historiados, aunque se advierte la simbología románica del pecado y sobre todo de la lujuria. Los animales que más veces aparecen son los leones, en dos se muestran águilas y las harpías y los grifos también son tema de decoración. Las figuras humanas acompañan a veces a estos animales, o aparecen entre hojas asomando solo medio cuerpo, vestidos o desnudos en algunas ocasiones, como excepción se puede ver en un solo capitel personajes músicos. Todas estas composiciones decorativas provienen de las empleadas en los talleres roselloneses y se pueden comparar con los conjuntos del monasterio de San Miguel de Cuixá, de la Abadía de Serrabona o del antiguo claustro desaparecido del monasterio de San Saturnino de Tabérnolas (próximo a la Seo de Urgel) y del que se conservan algunos capiteles en el Palacio de Maricel de Sitges.
La galería norte, la más cercana a la catedral, consta de 16 arcos y 17 capiteles. Algunos capiteles están decorados con palmas y efectos florales; en otros aparecen seres demoníacos alados con las manos apoyadas sobre las rodillas; se puede ver uno con un friso de follaje en el que se asoman cuatro cabezas humanas; hay grifos acompañados por cabezas de leones. Figuras agachadas que sostienen unas formas vegetales, colocadas de espalda y desnudas con la columna dorsal marcada y con larga caballera, aunque por la insinuación del sexo se sabe que son personajes masculinos, parece ser que este capitel es el único que se encuentra en este claustro con una referencia italiana y que ha sido comparado con uno de la Basílica de San Zenón de Verona. En otros se aprecian figuras humanas entre leones a los que tienen agarrados por el cuello y la cola como símbolo del triunfo de la fe sobre las fuerzas del mal. En esta galería también se puede ver unas figuras de simios agachados que sacan su lengua en actitud de burla y en el ángulo de la panda unas harpías con cabeza humana.
La galería oeste tiene 17 arcos y 18 capiteles. Se pueden observar capiteles con decoraciones de personajes entre palmas y una gran mayoría con temas florales. Otros con leones atacando y mordiendo a hombres y en contraposición otros donde los hombres salen triunfadores de la lucha; atlantes sujetando la parte superior del capitel, en este lado se encuentra la representación de un grupo de cuatro músicos, así como aparecen nuevamente los simios con garras en los pies y las piernas abiertas con las manos sobre las rodillas mostrando su sexo, claramente símbolo de la lujuria.
La galería sur se encuentra formada por 15 arcos y 24 capiteles. Se reproduce el tema de los leones que parecen devorar la cabeza de los hombres, aunque la mayoría son con el temario vegetal; se pueden ver algunos ornamentados con volutas y piñas; más escasos son los que representan algunos personajes como atlantes con los brazos en posición de aguantar la cesta del capitel; cabezas de animales fantásticos que surgen de entre adornos de hojas; águilas que aprisionan a serpientes y otra vez los simios, esta vez, agarrándose las orejas con las manos.

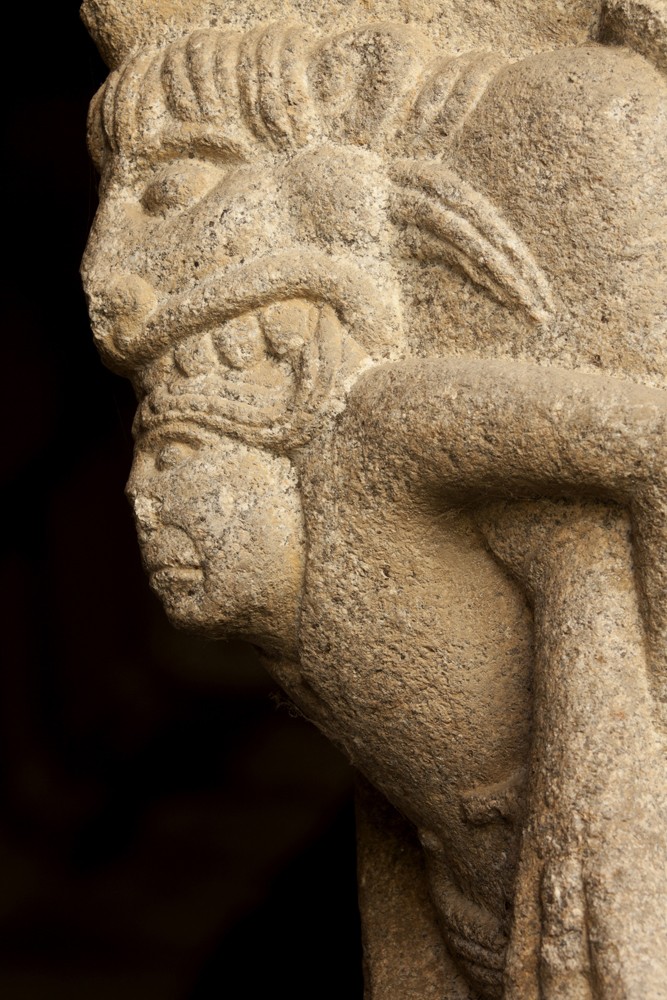
Detalle de un capitel con un león devorando a un hombre
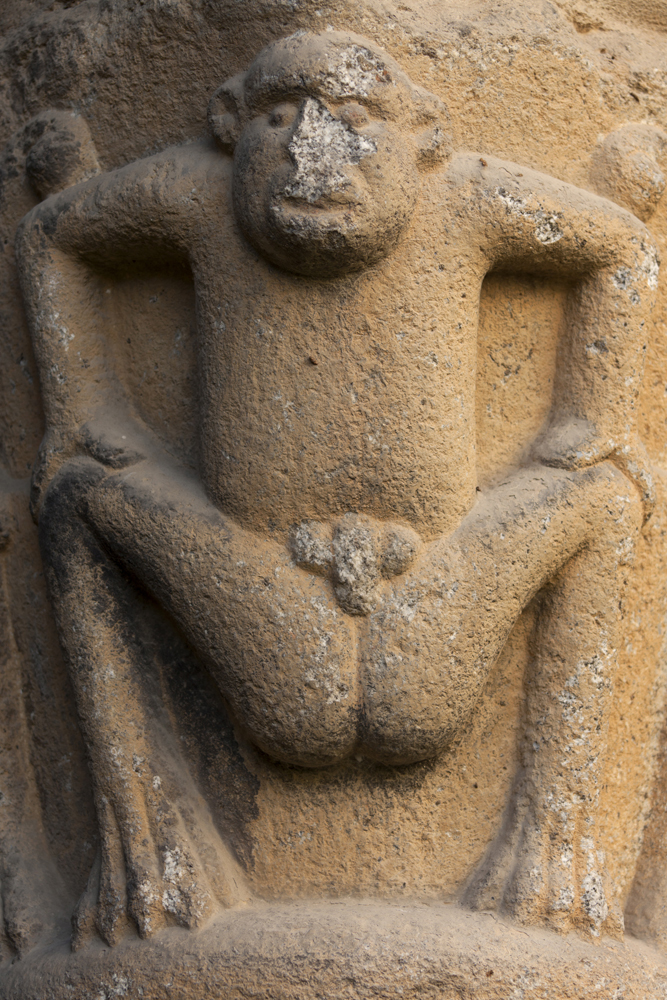
Detalle de un capitel con un simio representando la lujuria
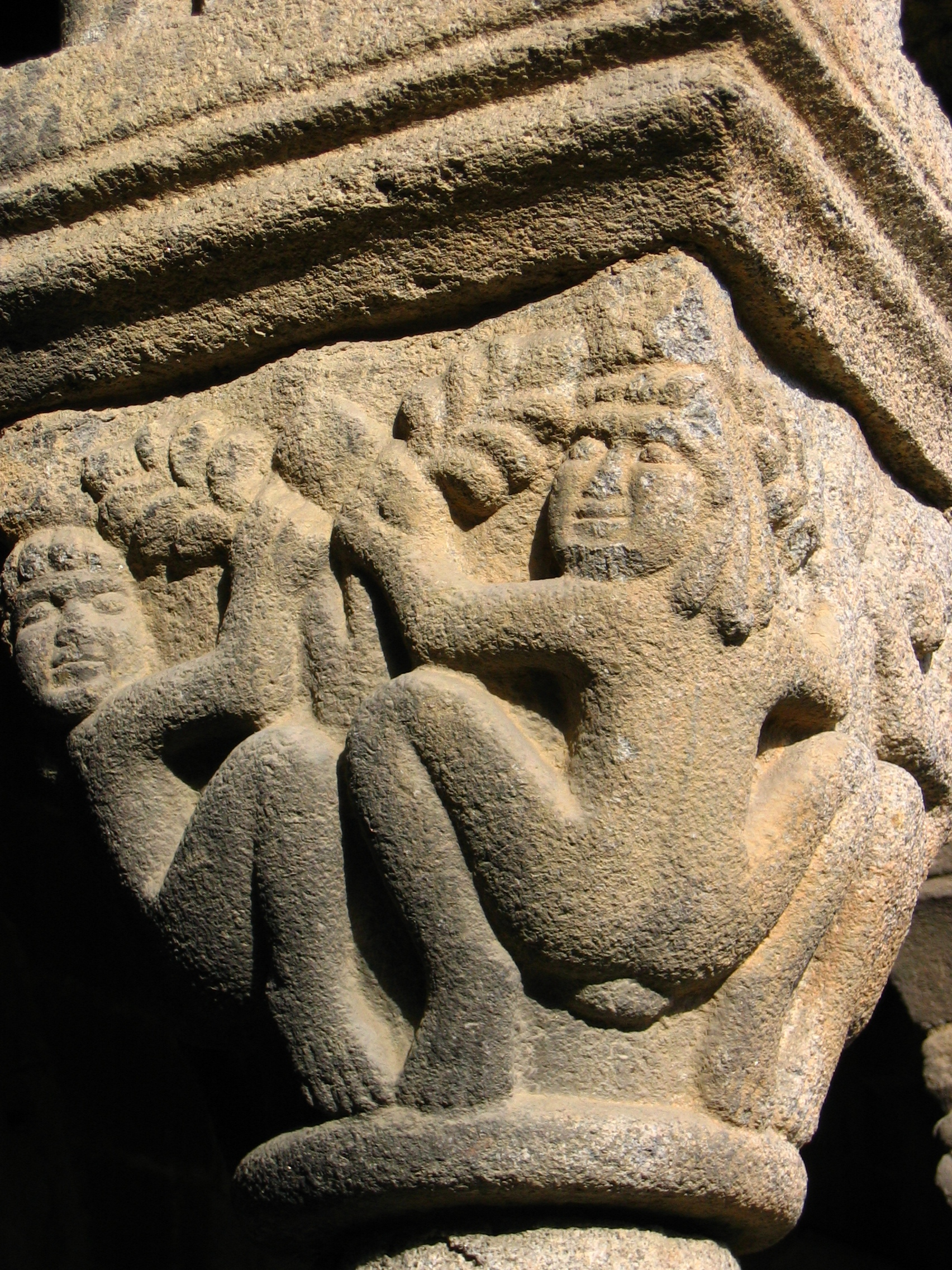
Capitel italianizante similar a uno de Verona.
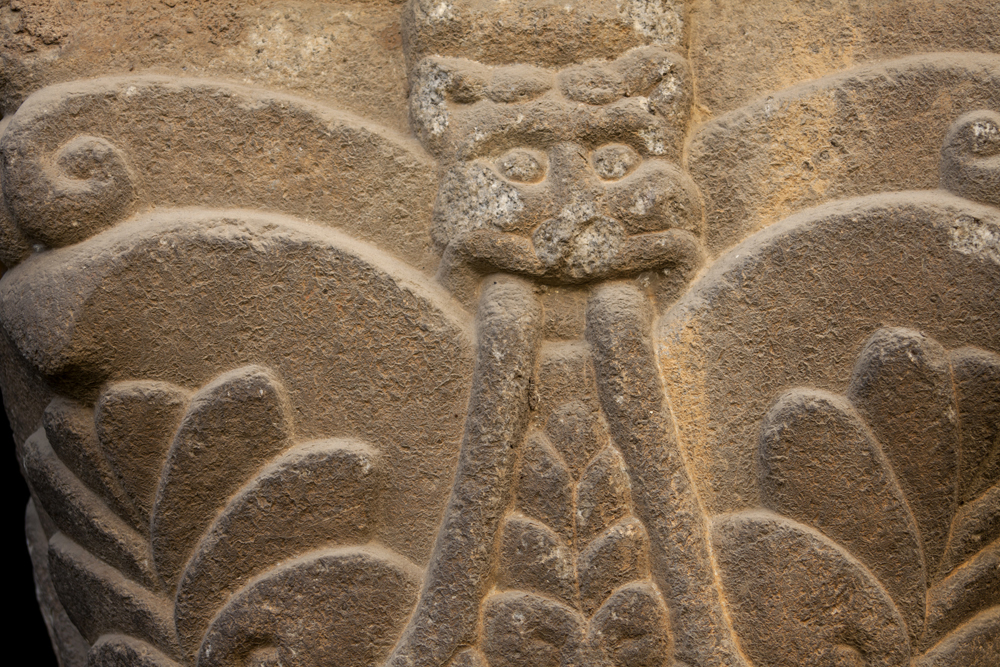
Capitel con decoración simple
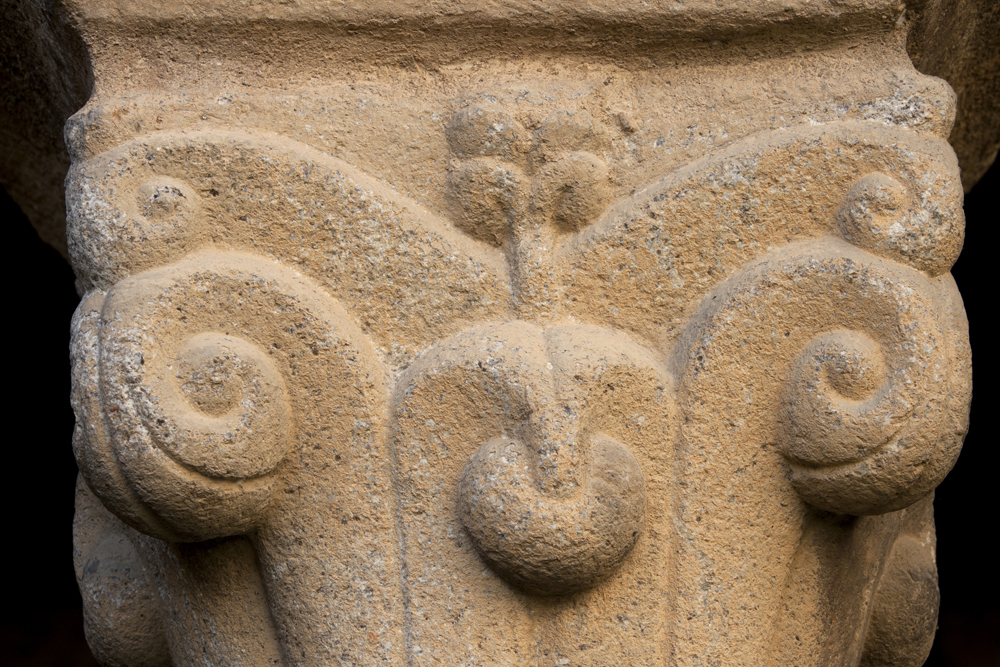
Decoración con volutas

### Iglesia de San Miguel

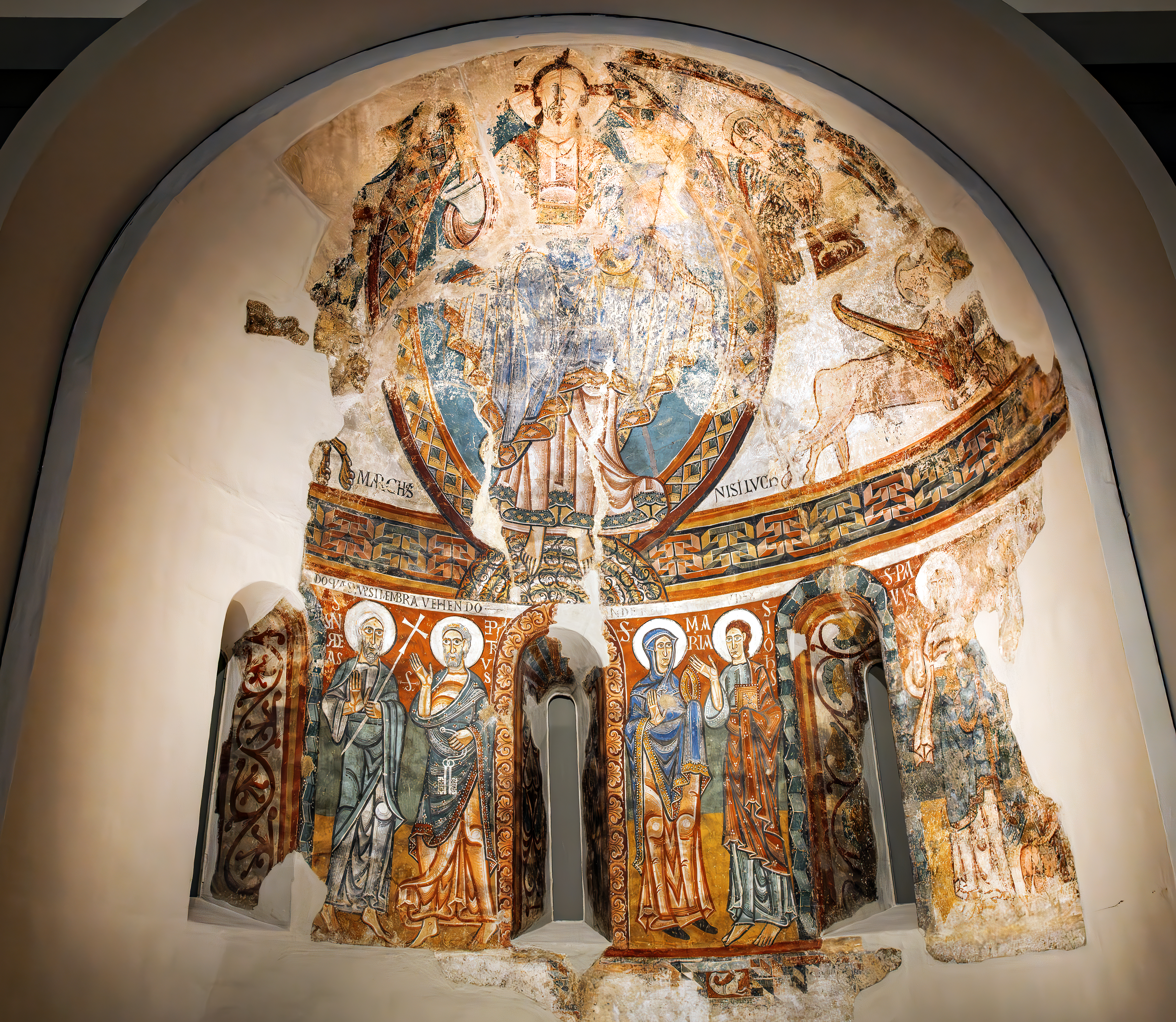
Antigua pintura mural del ábside, llamado ábside de la Seo de Urgel y conservado en el MNAC

A través de la crujía sur del claustro se efectúa el acceso a este templo, convirtiéndolo en un elemento más del conjunto catedralicio. Está datado del siglo XI y fue dedicado a San Pedro y San Andrés, durante el siglo XIV pasó a cumplir la función parroquial que hasta entonces la llevaba a cabo la iglesia de San Miguel, por lo que a partir de entonces se conoció con el nombre de San Miguel y San Pedro que ha ido derivando hasta la actualidad en la que se la nombra solo con el nombre de San Miguel. Consta de planta de cruz latina de nave única cubierta con una techumnbre de madera soportada por tres arcos de diafragma y con tres ábsides en la cabecera, decorados en el exterior por arquillos ciegos entre lesenas de estilo lombardo.
Las pinturas murales románicas del ábside central se encuentran en el Museo Nacional de Arte de Cataluña realizadas por el llamado maestro de Urgel en el siglo XII, junto con el retablo gótico pintado por Bernat Despuig y Jaume Cirera.

### Museo Diocesano

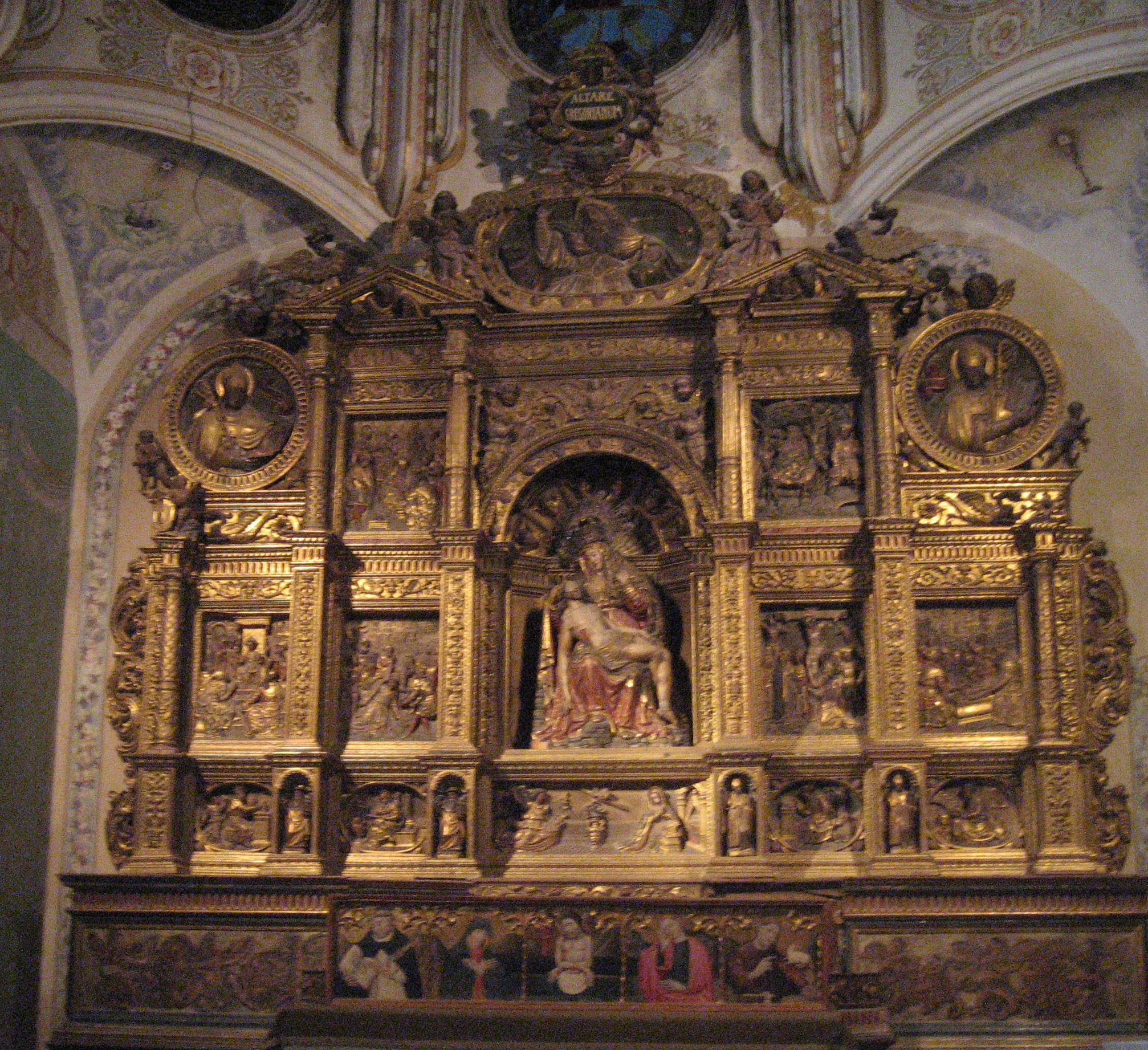
Altar de La Piedad realizado por Jeroni Xanxo, conservado en el museo diocesano

El museo diocesano del obispado de Urgel se encuentra situado en el conjunto catedalicio, concretamente en el sector meridional anexo al claustro de la catedral, en la antigua iglesia de la Piedad y la sala capitular. Alberga obras de toda la diócesis y se creó en el año 1957 bajo el mandato del obispo Ramón Iglesias y Navarri. Posteriormente entre 1981 y 1983 se amplió a través de la Casa de Decanato. Una de las obras más importantes es el Beatus de Urgel copia del Beato de Liébana del siglo X, ilustrado con Comentario al Apocalipsis. La colección se constituye básicamente por objetos religiosos que provienen desde el siglo X hasta el siglo XVIII, con vasos relicarios de marfil, cobre o madera pintada, posee tejidos orientales de los siglos XI y XII entre los que destaca la capa de san Ermengol. Se encuentran piezas de orfebrería gótica, renacentista y barroca. Contiene el museo fragmentos de pinturas murales pertenecientes a iglesias de su diócesis así como también numerosas tallas de vírgenes románicas. En el 2012 se ha restaurado el sarcófago relicario de san Ermengol datado del año 1616, es el más antiguo que se conserva de los se habían usado para las reliquias del santo y procesionar por la población para su veneración, hasta la construcción de una nueva urna de plata.

## Capilla musical de la catedral
La importancia de la capilla musical se ve reflejada por el importante número de maestros de capilla que tuvo y por la importancia de quienes formaron parte. La catedral, entre muchas otras glorias históricas, puede vanagloriarse de haber tenido como maestro de capilla durante muchos años uno de los mejores músicos de todo el Renacimiento catalán: Joan Brudieu (1520-1591). Personaje que da nombre al Paseo principal de la población de la Seo de Urgel y al Festival Internacional de Música Joan Brudieu, que se organiza en su honor.
A principios del siglo XVII, encontramos en primer lugar Marcià Albareda, natural de Vich. Fue maestro de capilla desde el 8 de enero de 1622 al 24 de julio de 1626. Después se trasladó a la Catedral de Barcelona. Le sustituyó Joan Arañés, que fue maestro desde el 1627 al 1635. Otro maestro importante fue Pau Marqués, que desarrolló su labor del 1655 al 1676, solo se conoce de Marqués que fue un destacado polifonista. Lo sustituyó Josep Pujolar, que fue maestro del 1677 al 1691. Desde aquí hasta el año 1697 se han perdido las actas y se desconoce quién estuvo en el cargo durante estos años.
A finales del siglo XVII, en el año 1698, regentaba la capilla de música de la catedral el maestro y organista Isidre Serrada. El 15 de julio de 1699 Serrada se jubiló, pero siguió con el cargo de organista. Tomó el turno Jaume Forcada el 1700, sin oposiciones, por los informes favorables de Felip Olivelles —maestro de capilla del Palacio Real Menor de Barcelona— y los canónigos Joseph Asprer —arcediano de Andorra— y Joseph Llupià.
Los años 1707 y 1708, la plaza quedó vacante. A partir de esta fecha Gabriel Argany fue el maestro hasta el 1712, Argany procedía de la Catedral de Lérida, donde también había sido maestro de capilla. Le sucedió Josep Forto hasta el 1718. A continuación fue maestro Francesc Andreu hasta el 1748. A mediados del siglo lo fue Maurici Espona, natural de Manresa y también proveniente de la catedral de Lérida. En el año 1780 se encontraba Jaume Balius. En 1791 estuvo Bru Pagueras.